# خط حديد الحجاز
| دمشق – توسعة القنوات |
| (1906)               |

| فيما سبق كانت هناك سكة ضيّقة   |
| بعرض 0.6 متر تصل إلى السويداء |

| خط سكك حديد مرج بن عامر |
| من وإلى حيفا            |

| سوريا  |
| الأردن |

| متحف سكة |
| الحديد   |

| وادي الحسا  |
| منجم فوسفات |

| عقبة الحجاز |
| (حاييتا)    |

| الأردن   |
| السعودية |

| خشم صنع |
|         |

| مدائن صالح    |
| (مصانع ومتحف) |

| دمشق – توسعة القنوات |
| (1906)               |

| فيما سبق كانت هناك سكة ضيّقة   |
| بعرض 0.6 متر تصل إلى السويداء |

| خط سكك حديد مرج بن عامر |
| من وإلى حيفا            |

| سوريا  |
| الأردن |

| متحف سكة |
| الحديد   |

| وادي الحسا  |
| منجم فوسفات |

| عقبة الحجاز |
| (حاييتا)    |

| الأردن   |
| السعودية |

| خشم صنع |
|         |

| مدائن صالح    |
| (مصانع ومتحف) |

سكة حديد الحجاز أو خط حديد الحجاز أو الخط الحديدي الحجازي (بالتركية العثمانية: حجاز تيمور يولى، وبالتركية المعاصرة: Hicaz Demiryolu) هي سكة حديد ضيقة (بعرض 1050 ملم)، تصل بين دمشق والمدينة المنورة، وكانت قد أسست في فترة ولاية السلطان العثماني عبد الحميد الثاني لغرض خدمة الحجاج المسلمين وربط أقاليم الدولة العثمانية وإحكام السيطرة عليها. بدأ العمل في السكة سنة 1900م وافتُتحت سنة 1908م، واستمر تشغيلها إلى أن دُمِّر الخط سنة 1916م خلال الحرب العالمية الأولى، إذ تعرضت للتخريب بسبب الثورة العربية الكبرى وسقوط الدولة العثمانية بعد الحرب.
خلال حكم السلطان العثماني عبد الحميد الثاني وتحديداً في سنة 1900م، مَدَّ صادق باشا المؤيد العظم والي دمشق خط تلغراف بين دمشق والمدينة المنورة بنجاح، الأمر الذي زاد من تأييد فكرة إنشاء الخط الذي يعمل على تسهيل مسيرة الحج من دمشق إلى مكة المكرمة.
قُدِّرت تكلفة الخط بنحو 3.5 ملايين ليرة عثمانية لكنها زادت عن ذلك، وقُدِّمت مساعدات شعبية من داخل السلطنة العثمانية وبلدان إسلامية أخرى.
بوشر بالعمل في بناء خط سكة حديد الحجاز سنة 1900م من منطقة المزيريب في حوران في سوريا، واعتمد في مساره على طريق الحج البري من دمشق عبر مدينة درعا وصولاً إلى المدينة المنورة، وقد استطاع الحجاج في كل من الشام وآسيا والأناضول قطع المسافة من دمشق إلى المدينة المنورة في مدة خمسة أيام فقط بدلاً من أربعين يوماً، وكان والي دمشق هو أمير الحج باستثناء فترة بسيطة تولى فيها حاكم نابلس تلك المهمة.
كان الخط ينطلق من دمشق، ويتفرع من بصرى جنوب سوريا إلى خطين، أحدهما يصل إلى الجنوب نحو الأردن، أما الآخر فكان يتجه غرباً نحو فلسطين، وتعد نابلس وحيفا وعكا أهم محطات الخط في فلسطين، ويتفرع من حيفا خط يربط الأخيرة بمصر.
كان مسار خط الحج ينطلق من مدينة دمشق ويعبر سهل حوران ويمر بالمزيريب بالإضافة إلى عدد من المناطق الواقعة جنوب سوريا وصولاً إلى مدينة درعا ثم إلى الأردن حيث يمر بكل من المفرق والزرقاء وعمّان ومعان على التوالي، ويكمل سيره جنوباً إلى أن يدخل أراضي الحجاز حيث ينتهي بالمدينة المنورة.
استمرت سكة حديد الحجاز تعمل بين دمشق والمدينة المنورة تسع سنوات تقريباً، استفاد من خلالها الحجاج والتجار، لاحقاً عندما نشبت الحرب العالمية الأولى ظهرت أهمية الخط وخطورته العسكرية على بريطانيا، حتى مع تراجع القوات العثمانية من أمام الحملات البريطانية، بقي الخط يمثل عاملاً هامًا في ثبات العثمانيين نحو عامين في وجه القوات البريطانية المتفوقة في جنوب سوريا عدةً وعدداً ونظراً لاستخدام الخط الحجازي في بعض الأغراض العسكرية العثمانية، فقد تعرض الخط إلى كثير من الأضرار والتخريب خلال الثورة العربية الكبرى ضد العثمانيين، وفي سنة 1917 انضم لورنس إلى الثوار العرب فحرضهم على نسف الخط، ومنذ ذلك الحين لم تفلح المحاولات لإعادة تشغيل الخط أو تحديثه. مؤخراً تم تأهيل وتحويل بعض محطات الخط إلى متاحف.

## الفكرة والأهداف

### فكرة المشروع

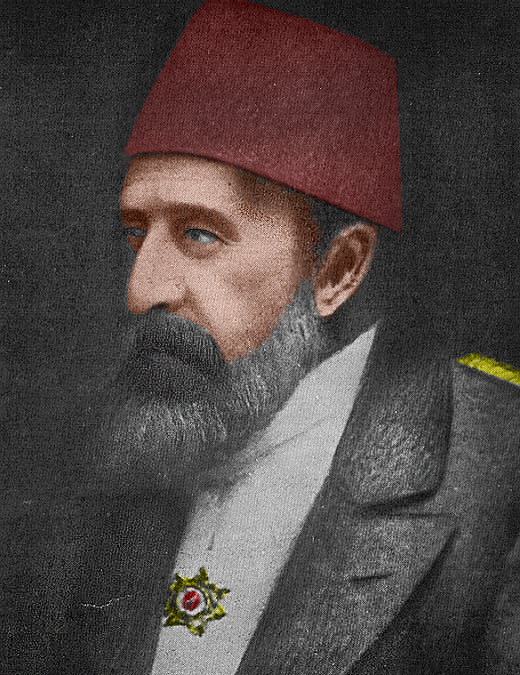
أمر السلطان عبد الحميد الثاني بتنفيذ مشروع خط حديد الحجاز سنة 1900م.

عُرف خط حديد الحجاز في السجلات العثمانية باسم «خط شمندفر الحجاز» أو «خط حديد الحجاز الحميدي»، وكانت قد طُرِحت فكرة إنشاء الخط الحجازي أول مرة سنة 1864م في عهد السلطان عبد العزيز الأول، وتجددت سنة 1881م إلا أنه كانت هناك صعوبات عدة عملت على تأجيل تنفيذ المشروع. لاحقاً أعاد طرح الفكرة للسلطان عبد الحميد الثاني الأمين الثاني له عزت باشا العابد، قام بعدها السلطان عبد الحميد بإصدار أوامره لبناء الخط سنة 1900م. في تلك الفترة كان السلطان عبد الحميد الثاني حريصاً على إتمام العمل من أجل إبقاء وحدة أقاليم الدولة العثمانية وتجنباً لتفككها وانهيارها.
أوكل السلطان عبد الحميد الثاني مهمة تنفيذ المشروع إلى أحمد عزت باشا العابد، ويتضمن المشروع إنشاء خط سكة حديد الحجاز ليربط بين خط سكة حديد الأناضول وخط سكة حديد بغداد، بالإضافة إلى تأسيس شبكة اتصال تلغرافية تكون بمحاذاة الخط الحديدي، حيث كان السلطان عبد الحميد يريد من ذلك السهولة والسرعة في عمليات الاتصال بين مركز الدولة العثمانية وولاياتها في الشام والحجاز.
كانت الفكرة أن ينطلق الخط من دمشق مروراً بعمَّان ومعان ثم بتبوك ومدائن صالح وصولاً إلى المدينة المنورة وهو الذي تم تنفيذه، وكان في خطة المشروع الحجازي أن يمتد بعد ذلك إلى مكة ومنها إلى جدة، إلا أن ذلك لم يتحقق.

### الأهداف
كان لإنشاء الخط الحجازي وشبكة الاتصال التلغرافية أهداف عدة وهي تتنوع ما بين دينية وسياسية وعسكرية واقتصادية وحضارية. يأتي الهدف الديني في أولويات تلك الأهداف، حيث كان مشروع الخط الحجازي يهدف إلى خدمة الحجاج المسلمين من خلال تقديم وسيلة سفر تعمل على توفير الأمن والسرعة والراحة، وحماية الحجاج من الاعتداءات وقطع الطرق التي كانوا يتعرضون لها أحياناً في الطريق البري والبحري، ومساهمة المشروع كذلك في زيادة عدد الحجاج الراغبين في تأدية فريضة الحج بسبب انخفاض التكاليف.
كما أن المشروع كان يهدف إلى تسهيل التحركات العسكرية والتصدي لأية هجمات خارجية قد تتعرض لها مناطق الحجاز والبحر الأحمر واليمن، وإحكام السيطرة على مناطق التوتر السياسي.
من الأهداف أيضاً إنعاش الاقتصاد بالمنطقة من خلال تحقيق نهضة تجارية واقتصادية لمدن الحجاز وكذلك المدن الواقعة على امتداد الخط، والقيام بنقل المنتجات التجارية والزراعية إلى المناطق الأخرى بطريقة سريعة عن طريق القطار، كما أن من الأمور التي كان من المخطط لها مد الخط الحديدي باتجاه أحد موانئ البحر الأحمر؛ ما يؤدي إلى زيادة الأهمية الاقتصادية والتجارية للخط.
كما أن المشروع كان سيظهر بأن الدولة العثمانية قادرة على عمل منجزات حضارية كبيرة.
بالإضافة إلى أن السلطان عبد الحميد الثاني كانت له أهداف سياسية وراء إنشاء الخط الحجازي، حيث رأى بأن إنجاز هذا المشروع يعطي قدراً من الاستقلالية للدولة العثمانية عن أوروبا من الناحية العسكرية والسياسية والاقتصادية، فقد كان السلطان عبد الحميد الثاني يسعى لتوحيد صفوف المسلمين وتشكيل اتحاد إسلامي لمواجهة الأطماع الأوروبية الاستعمارية وهجماتها على الدولة العثمانية.

## التمويل
عندما قُدِّرت تكلفة المشروع بنحو ثلاثة ملايين ونصف مليون ليرة عثمانية، قامت الدولة العثمانية بتخصيص 18% من ميزانيتها لإنشاء الخط، إلا أن تلك النسبة اعتُبرت ضئيلة عندما أُعلن بأن تكاليف إنشاء الخط تتجاوز ثمانية ملايين ليرة عثمانية. لذلك كانت هناك حاجة ماسّة لإيجاد مصدر آخر يتم من خلاله تمويل المشروع، وفي نفس الوقت أراد السلطان عبد الحميد أن يجنب دولته المزيد من الديون، حيث كان قد عمل على سداد الديون الخارجية الضخمة التي كانت على الدولة، فكان يدرك بأن الديون الخارجية تزعزع هيمنة الدولة، والديون الداخلية تزعزع سلطتها، لذلك قرر العدول عن فكرة الاعتماد على أي قروض خارجية في تمويل مشروع خط حديد الحجاز، على خلاف مشروعي سكة حديد الأناضول وسكة حديد بغداد التي كانت هناك دول أجنبية قد ساهمت بتمويلها. وجّه السلطان نداءً إلى العالم الإسلامي من أجل التبرع للمشروع، ليدشن بذلك حملة تبرعات، وبدأت حملة التبرعات الأولى في مايو سنة 1900م، بأن تبرع السلطان عبد الحميد الثاني من جيبه الخاص بمبلغ 320 ألف ليرة عثمانية، وتبرع شاه إيران بخمسين ألف ليرة عثمانية، فيما تبرع خديوي مصر بمواد عينية للبناء، وأصدرت الدولة العثمانية طوابع يتم إلصاقها في معاملات الدولة يعود ريعها لمصلحة المشروع، كما فرضت ضريبة المسقفات التي تتمثل بخمسة قروش عن كل شخص ذكر، ودعا كافة المسلمين للمشاركة في تلك الحملة، سواءً كانوا ممن يعيشون في الأراضي العثمانية أو خارجها، ومن بعد السلطان تبرع الباشاوات العثمانيون وموظفو الدولة والتجار والبائعون والجنود وبقية الشعب، كما لقي نداء السلطان عبد الحميد استجابة من المسلمين من مختلف أنحاء العالم، وقد حرصت الدولة العثمانية على تكريم المتبرعين من خلال منحهم أوسمة ونياشين مصنوعة من الذهب والفضة تخليداً لذكرى الخط الحجازي، وإضافة إلى ما تم جمعه من تبرعات، فقد قامت الدولة باقتطاع 10% من مرتبات موظفي الدولة من أجل الإسهام في إنشاء الخط، حيث أن الدولة قد فرضت التبرع براتب شهر كامل على الموظفين، كما أنه قد جمعت جلود الأضاحي وبيعت وتم تحويل أثمانها إلى ميزانية الخط. غطت التبرعات حوالي ثلثي تكاليف مشروع الخط الحجازي.

## الإنشاء والتنفيذ

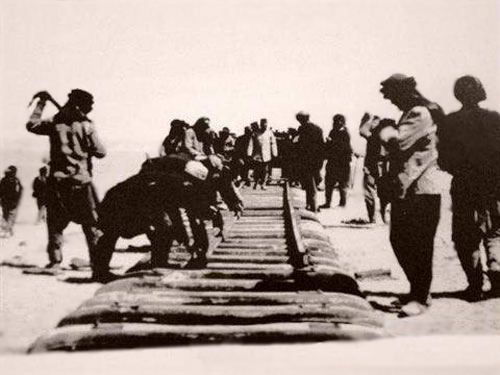
جانب من أعمال إنشاء خط سكة حديد الحجاز، حوالي سنة 1905م.

أصدرت الإدارة السلطانية الخاصة قراراً بالبدء في إنشاء خط حديد الحجاز في 1 مايو 1900م، وتم تدشين العمل في خط الحديد بين دمشق ودرعا في 1 سبتمبر 1900م في احتفالية رسمية كونها توافق الذكرى الخامسة والعشرين لجلوس السلطان عبد الحميد الثاني على عرش الدولة العثمانية.
تولى منصب كبير مهندسي الأعمال الفنية مهندس ألماني يُدعى «مايسنر باشا»، وقد عمل تحت قيادته أربعة وثلاثون مهندساً منهم سبعة عشر عثمانيّاً، والآخرون كان معظمهم من الألمان، بالإضافة إلى مهندسين آخرين من فرنسا وإيطاليا والنمسا وبلجيكا واليونان. قُدِّر عدد العاملين في الخط بحوالي خمسة آلاف إلى سبعة آلاف عامل، كان معظمهم من الجيش العثماني، بالإضافة إلى عمال توافدوا من مناطق إسلامية أخرى، إلا أن عدد أولئك العمال الوافدين كان محدوداً، لذلك فقد كان الجنود العثمانيون هم من يقومون بمعظم عمل المشروع، حيث وصل عددهم لاحقاً قرابة ستة آلاف جندي بالإضافة إلى مئتي مهندس كانوا يعملون في الخط بصفة دائمة. كان الجنود يتقاضون أجوراً قليلة خلال فترة عملهم في المشروع، ولكن في المقابل يتم السماح لهم بالانتهاء من الخدمة العسكرية قبل عام من الموعد المحدد.
وصل خط حديد الحجاز إلى عمّان سنة 1903م، ومن ثم إلى معان سنة 1904م، وفي 1 سبتمبر 1905م تم تنفيذ المرحلة الأولى من خط حديد الحجاز، وانطلقت أولى رحلات القطار بين دمشق ومعان لنقل الركاب والبضائع.
في 1 سبتمبر 1906م وصل الخط إلى مدائن صالح، ومن ثم وصل إلى المدينة المنورة في 31 أغسطس 1908م، عند وصول خط سكة الحديد إلى محطة مدائن صالح أصبح هناك من الجزء المتبقي من الخط داخل حيز المنطقة الحرام، وبما أنه ليس مسموحاً دخول غير المسلمين إلى تلك المنطقة، فقد جرى إنشاء الخط الواقع بين مدائن صالح والمدينة المنورة عن طريق مهندسين وعمال مسلمين. تم عمل قضبان وعوارض السكة من الحديد، وكان عرض السكة ضيقاً حيث تم عملها بقياس 1050 ملم، وقد بلغ طول خط حديد الحجاز 1464 كيلومتر عند انتهاء المشروع الذي تم تنفيذه خلال ثمانية أعوام وقد تخلل المسار جسور عديدة بنيت عبّاراتها بالصخور المحلية والجرانيت على شكل أقواس، كما تم عمل عدد من الاستراحات والقلاع على طول الطريق. عند إضافة الخطوط الفرعية الأخرى في المراحل اللاحقة بلغ طول الخط 1900 كيلومتر في سنة 1918م.
واجه تنفيذ المشروع العديد من العقبات، كان من أبرزها نقص المياه، ولكن تم حل الأمر بحفر آبار وإدارتها عن طريق مضخات بخارية أو طواحين هواء، بالإضافة إلى أنه تمت الاستعانة بأجزاء من السكة التي قد تم تنفذها في إيصال صهاريج مياه كانت قد استخدمت السكة لتسييرها عليها.
كذلك كانت هناك مشكلة السيول حيث شكلت مشكلة كبيرة على خط سكة الحديد في كل من مرحلتي البناء والتشغيل؛ لذلك تم إنشاء مصارف للسيول على طول الخط.
كانت هناك أيضاً مشكلة الرمال المتحركة، ولكن أمكن التغلب عليها عن طريق تغطية منطقة الرمال المتحركة بطبقة من الصلصال، كما تم بناء سد حجري ضيق يمتد موازياً للخط ليحول دون خطر تغطية الخط بالرمال. أما المشكلة الخاصة بالوقود فقد تم العمل على استيراد الفحم من الخارج، كما أقيمت مستودعات ضخمة لتخزينه.

ذكر السلطان عبد الحميد الثاني الخط الحجازي في مذكراته بقوله[بحاجة لمصدر]: 

### المحطات
حرص المشروع أن تكون المحطات قريبة من بعضها، فقد تم عمل محطة في مسافة كل 20 كيلومتر تقريباً وأحيانا بمسافة تقل عن ذلك، وقد كان الغرض منها حراسة السكة التي كانت في الغالب تعبر خلال مناطق منعزلة لا يوجد قربها أي تجمع مدني، بالإضافة لغرض الاستراحة والمبيت والتزوّد بالماء، حيث كان في كل محطة هناك بئر أو خزان لحفظ المياه.

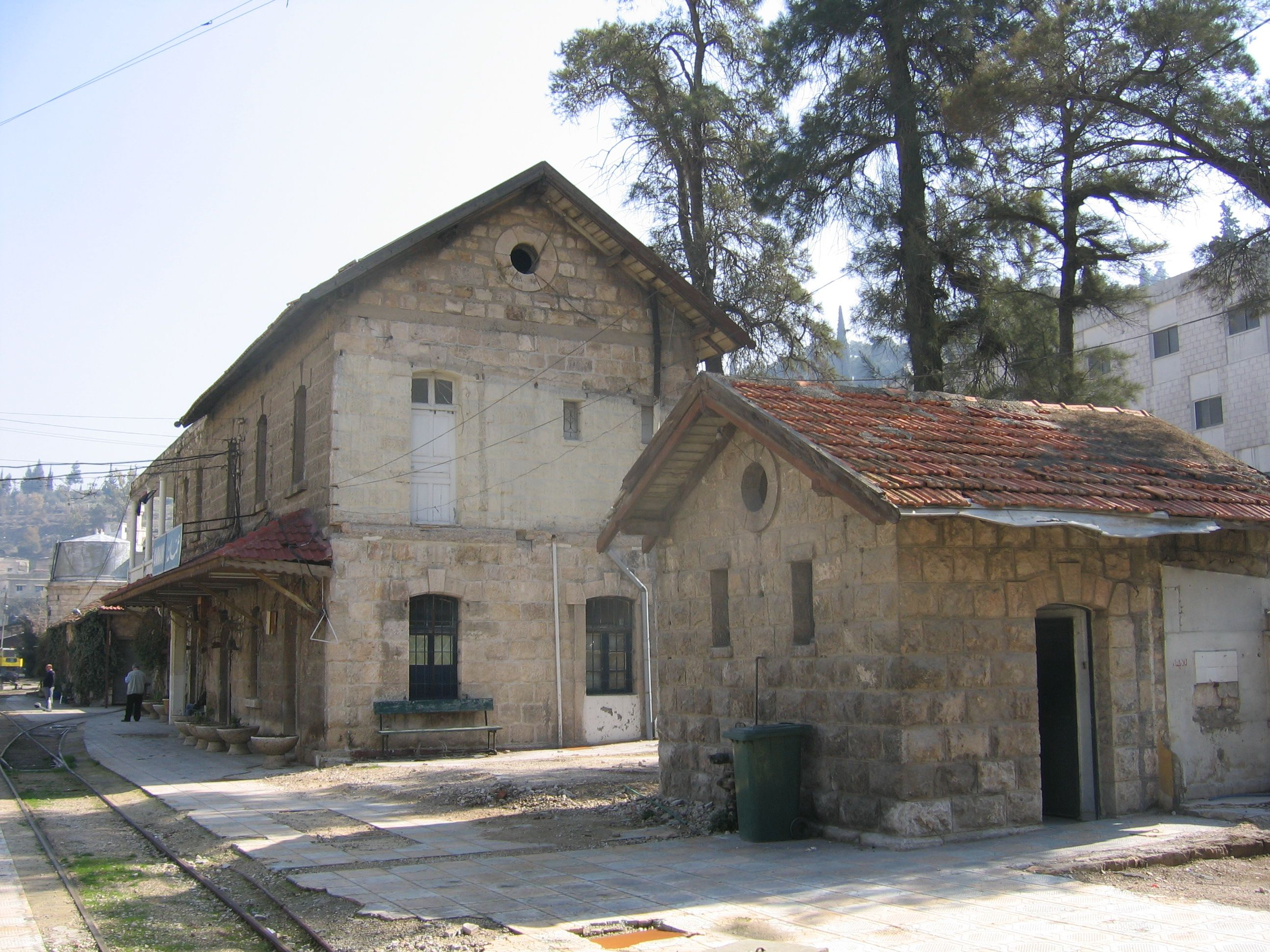
محطة عمّان.

من أبرز محطات الخط محطة الحجاز في دمشق التي تعتبر محطة مركزية فيها وقد استوحي في تصميمها العمارة الأندلسية، وكذلك هناك محطة القدم التي تعد أول وأكبر محطة على الخط حيث يوجد فيها أكبر معمل ضمن الخط لصيانة القطارات والعربات، وصينية تدوير للقاطرات، وتضم أقسام مختلفة للمخارط والمكابس والحدادة والسكب بالإضافة إلى مستودع للقاطرات.
تليها محطة درعا والتي تضم مستودعاً للقاطرات ومعملاً صغيراً للصيانة ومثلث تدوير للقاطرات، كما يتفرع من المحطة خط آخر إلى حيفا ويمتد ليصل إلى وادي اليرموك، فقد بلغ عدد محطات الخط الحديدي من درعا إلى حيفا ثلاثة عشر محطة حتى الحرب العالمية الأولى. يصل الخط الحجازي من محطة درعا إلى محطة عمان التي يوجد بها مستودع للقاطرات ومعمل صيانة وصينية تدوير للقاطرات.
تليها محطة معان ثم محطة تبوك التي تتكون من مجموعة من المباني المشيدة في خط مستقيم مواز لمسار السكة، والمحطتان تحتويان على مستودعات للقاطرات ومعامل للصيانة، من ثم يصل الخط إلى محطة مدائن صالح والتي تضم ستة عشر مبنى مبنية بالحجر المهذب، وتحتوي المحطة على ثاني أكبر مستودع للقاطرات حيث يتسع لست قاطرات بخارية، أما آخر محطات الخط فهي محطة المدينة المنورة التي تتميز بتصميمها وعمارتها كما يوجد بها مستودع للقاطرات إضافةً إلى أكبر خزان ماء على الخط الحجازي، أما بالنسبة لباقي المحطات فهي إما صغيرة أو متوسطة يتواجد بها أماكن للاستراحة والمبيت للمسافرين.

#### من أبرز المحطات
- محطة الحجاز: تقع في حي القنوات بدمشق، لذلك فهي تسمى أيضاً بمحطة القنوات. تتميز بالطراز المعماري الإسلامي المتداخل مع الطراز الأوروبي الأندلسي حيث قام بتصميمها الإسباني «فرناندو دا أراندا»، وقد تم البدء في بنائها سنة 1907م. تتألف واجهتها الشمالية من جبهة حجرية عريضة، ويتوسط الواجهة ثلاثة أبواب ضخمة تعتبر المدخل الرئيسي للمحطة، ويضم المبنى في الطابق الأرضي جناحين مستطيلي الشكل تم بناؤهما على الطراز العثماني، وتوجد في كل جناح خمس نوافذ. أما الطابق العلوي فيختلف من حيث تصميم النوافذ وعددها ثمانية نوافذ. يحتوي سطح واجهة المبنى شكل هرمي تبدو عليه لمسات إغريقية وتتوسط الشكل ساعة طنانة. أمام المحطة يوجد عمود تزييني كبير يتوسط ساحة الحجاز بارتفاع نصف متر ويحتوي على زخارف هندسية وكان يضم أربعة مناهل للمياه مخصصة للشرب.[23]
- محطة القدم: تعد أكبر محطات الخط، حيث يوجد بها معامل لصيانة القطارات والعربات، وكذلك صينية تدوير للقاطرات، وقد تم تشغيل تلك المعامل سنة 1900م لتقوم بكافة أشكال الصيانة والتصنيع، وتعد محطة القدم ثاني أهم محطة في دمشق بعد محطة الحجاز.[24] حالياً أصبحت المحطة تشكّل متحفاً لما تشتمل عليه من أقسام للمخارط القديمة والمكابس وكذلك قسم للحدادة والسكب، كما تضم كذلك مستودع للقاطرات، فهي تضم ثلاثة متاحف أحدها خاص بالأدوات المحركة والمتحركة، والأخر خاص بالمقتنيات، بالإضافة إلى المتحف الحي.[14]
- محطة عمّان: من أبرز المحطات الرئيسية، وتقع على بُعد 222 كيلومتر من محطة البداية في دمشق وهي تشتمل على خمس خطوط حديدية فرعية، ومشغل لصيانة القاطرات، وكذلك مشغل لصيانة الشاحنات، بالإضافة إلى مكاتب الإدارة الرئيسية. حالياً تعمل كمحطة رئيسية في الأردن لانطلاق القاطرات السياحية والتجارية.[25]
- محطة تبوك: تعتبر من المحطات الرئيسية للخط، تتميز بطريقة بنائها، وتتكون من ثلاثة عشر مبنى مشيدة في خط مستقيم مواز لمسار السكة وتقع على مساحة تقدر بنحو ثمانين ألف متر مربع. حالياً تقع وسط مدينة تبوك، وقد تم ترميمها عدة مرات.[22][26]
- محطة مدائن صالح: تعتبر إحدى محطات الخط الرئيسية، وتحتوي على ستة عشر مبنى موزّعة، منها ورشة إصلاح القاطرات، وورشة إصلاح المحرّكات، ومبنيين للحراسة ومخازن للعفش، ومساكن للموظفين، واستراحات ودورات مياه مستقلة بالإضافة إلى خزّان للمياه. ظلّت المحطة مستخدمة إلى أن تعطلت الحركة بالسكة سنة 1918م.[27]
- محطة المدينة المنورة: من أبرز محطات الخط الرئيسية وآخر نقطة وصول فيه، وقد بنيت بتصميم معماري فريد،[22] وفيها مستودع قاطرات يتسع لاثنتي عشرة قاطرة بخارية إضافةً إلى أنها تضم أكبر خزان ماء على طول الخط.[21] تُعرف المحطة أيضاً بالأستسيون، وتقع محطة المدينة في العنبرية حيث تبعد مسافة تقدر بحوالي 1 كيلومتر عن المسجد النبوي، وقد تم فيها الافتتاح الرسمي لخط حديد الحجاز سنة 1908م.[28][29] حالياً تم تأهيلها وترميمها لتكون متحفاً تحت اسم متحف سكة الحجاز.[11]

### الجسور والأنفاق

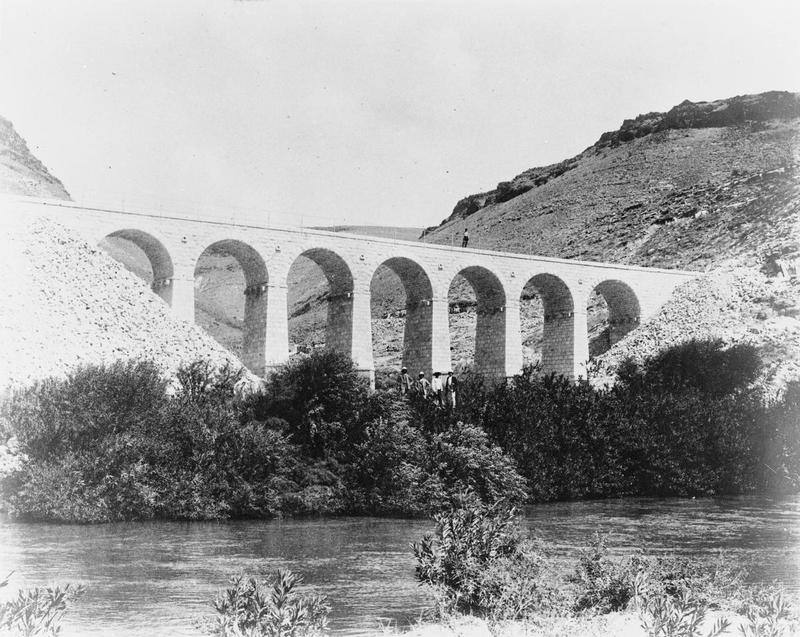
أحد الجسور كما ظهر في سنة 1908م.

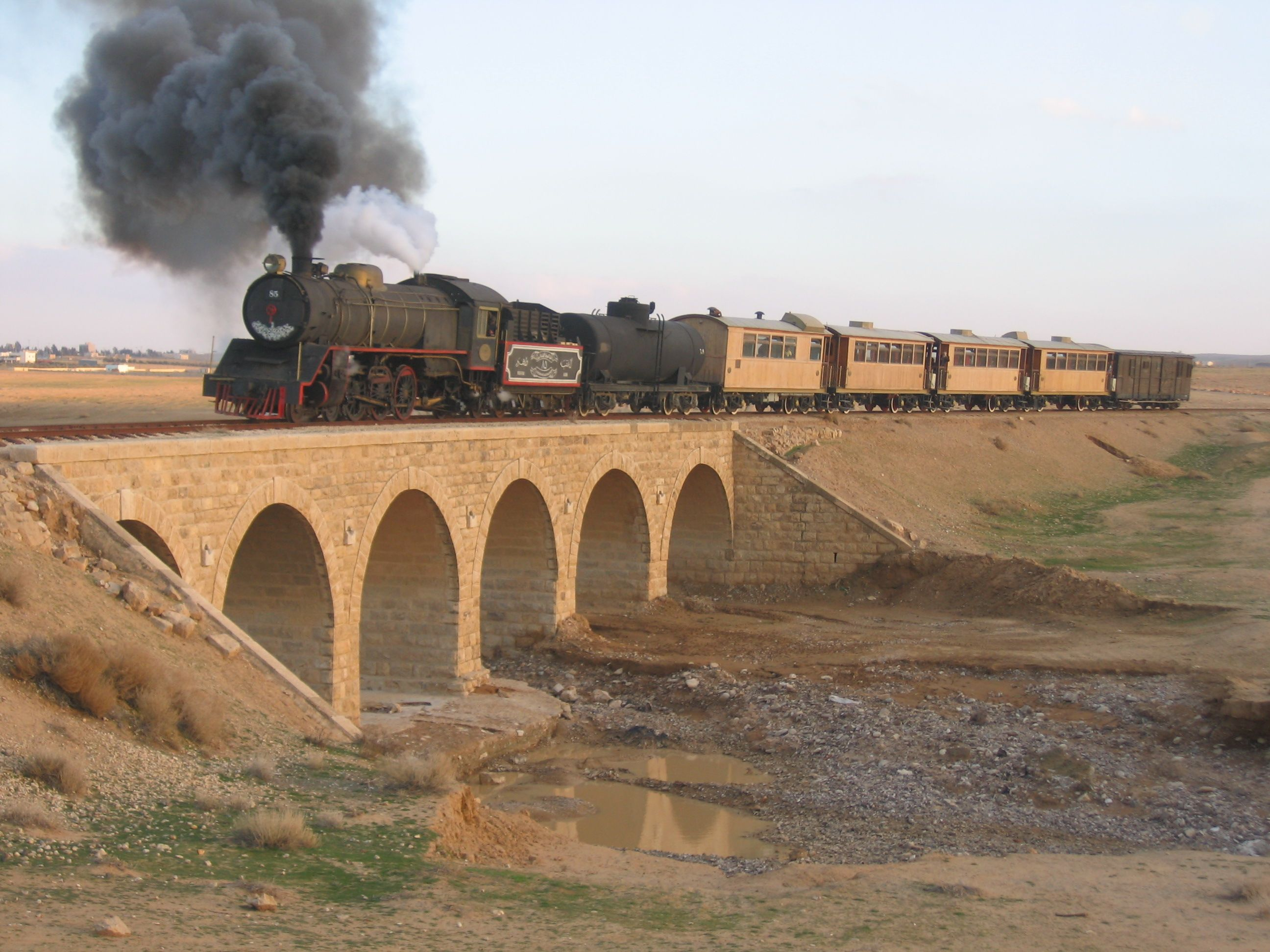
أحد الجسور الباقية لحظة عبور القطار.

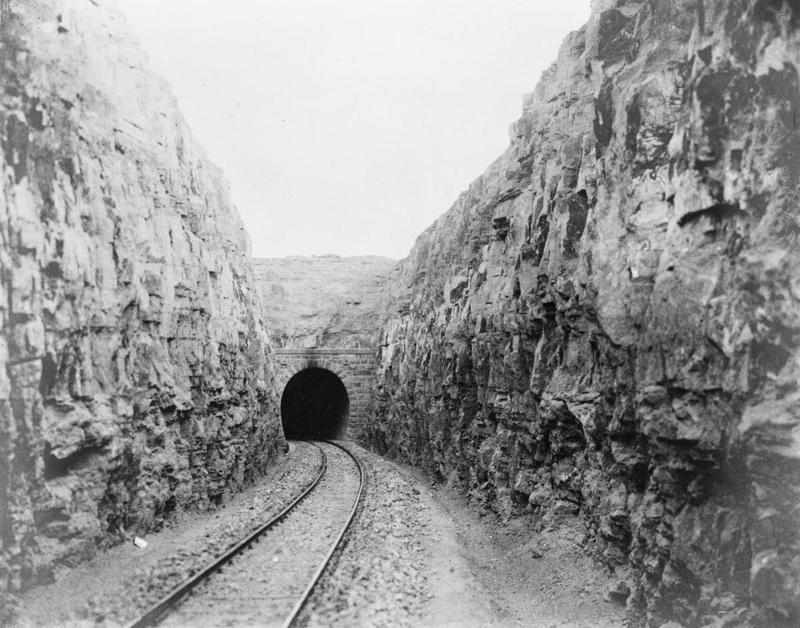
نفق الأخضر أو كما يسمى نفق «البغاز» أو «البوغاز» الواقع جنوب تبوك كما ظهر سنة 1908م.

خلال عمل الخط تم إنشاء نحو ألفي جسر مختلفة الأحجام مابين جسور ضخمة وعبّارات صغيرة وذلك لعبور السكة بعدّة أودية، استخدم في تنفيذها الصخور المحلية والجرانيت لصعوبة استيراد الخرسانة، وقد بنيت الجسور على شكل أقواس.
من أبرز الجسور الباقية الجسر المعروف بالجسور العشرة الواقع جنوب شرق عمّان وقد سمي بذلك لاحتوائه على عشرة أقواس بنيت بشكل معماري مميز، كما أن هناك جسر يمر فوق وادي الأخضر الواقع جنوب تبوك ويبلغ طول الجسر نحو 143 م ويحتوي على عشرين عبّارة.
بالإضافة إلى الجسور يوجد عدد من الأنفاق، من أبرزها نفق البغاز الذي يقع جنوب تبوك بحوالي 60 كيلومتر على طريق سكة الحجاز، كان موقعه يحتوي على عقبة تعرف بعقبة الأخضر وقد كانت تشتهر بضيقها ووعورتها فكان الحجاج عند استخدامهم الإبل في العبور قبل إنشاء السكة يضطرون للنزول عن ظهور الإبل خوفاً من السقوط، وقد تغير اسم تلك العقبة في العهد العثماني إلى «البغاز» أو «البوغاز» وتعني المضيق، ويعتبر من أقدم وأطول الأنفاق في شبه الجزيرة العربية.

### القاطرات والعربات
مع بداية إنشاء الخط تم صنع العديد من القاطرات البخارية والعربات من قبل عدة شركات من أبرزها شركات ألمانية وهي «زاكسيشي ماشينفابريك» و«أوغست بورسيك» و«أرنولد يونغ لوكوموتيف فابريك»، حيث كان يتبع للخط 132 قاطرة و1700 شاحنة، ولا يزال هناك عدد من القاطرات موزعة على المحطات منها إحدى عشرة قاطرة بخارية موجودة في محطة القدم وهي قابلة للاستخدام وأقدم قاطرة في تلك المحطة تم صنعها في ألمانيا سنة 1898م. لاحقاً تمت إضافة قاطرات تعمل على الديزل وهي حالياً لا تزال تعمل إلى جانب بعض القاطرات البخارية التي أنشئت مع بداية تنفيذ الخط.

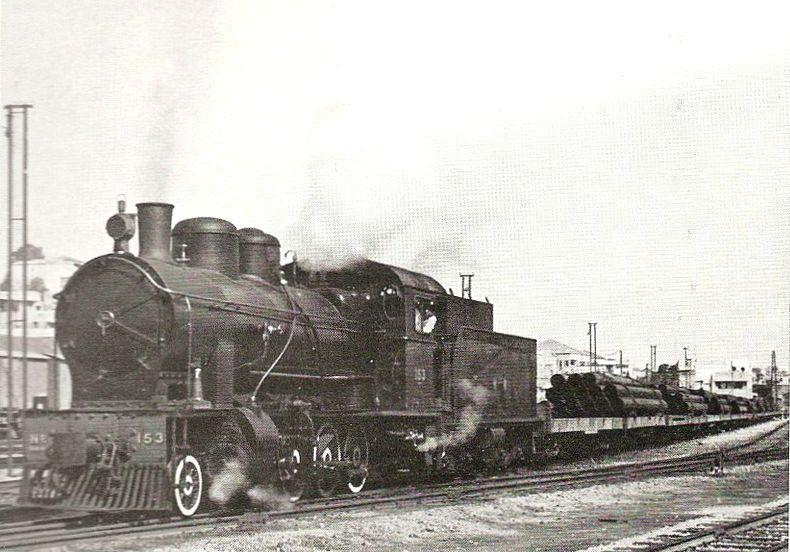
قطار بخاري سويسري صنع سنة 1912م، وتم تحويله إلى خطوط السكك الحديدية الفلسطينية سنة 1927م.

كانت طلبيات القاطرات الأولى قد تمت من قبل السلطة المسؤولة عن المشتريات الخاصة بسكة حديد الحجاز على ثلاث دفعات:
- الطلبية الأولى تمت بإنتاج ثلاث قاطرات كحاويات، حيث صنعت في بلجيكا سنة 1901م، ولكن سرعان ما أظهرت عدم كفاءتها بسبب ضعف في المرجل وكذلك كون إمدادات المياه منخفضة مما جعلها غير صالحة للعمل، وقد استخدمت لاحقاً فقط في التحويل والمناورة.
- الطلبية الثانية تمت في خريف 1902م على أن يتم مراعاة بأن تكون القاطرات بثلاثة محاور في تصميمها، وقد تم صنع ستة قاطرات في ميونيخ، وكان المرجل فيها أقوى وكذلك أصبح حجم توريد المياه أعلى، وقد تم تنفيذها في فترة قصيرة تقدر بنحو 42 يوماً فقط، حيث تم تسليم أول قاطرة منها في بيروت، والأخيرة تم تسليمها في العام التالي.
- آخر ثلاث قاطرات صممت خصيصاً لقطار حيفا، ومع ذلك فقد تمت الاستعانة بصهاريج مياه أضيفت إليها، حيث عملت على حل مشكلة الوزن. استخدم القطار عربات مسطحة عليها حاويتين مكعبتي الشكل بحجم 8 متر مكعب.[36] لذلك خلال الدفعة التالية تم الأخذ في الاعتبار حجم القاطرة إذ تم اختيارها بحجم 12 متر مكعب، وقد صنعت بشركة كراوس في ميونيخ سنة 1903م، وتم تسليم ثمانية قطع.

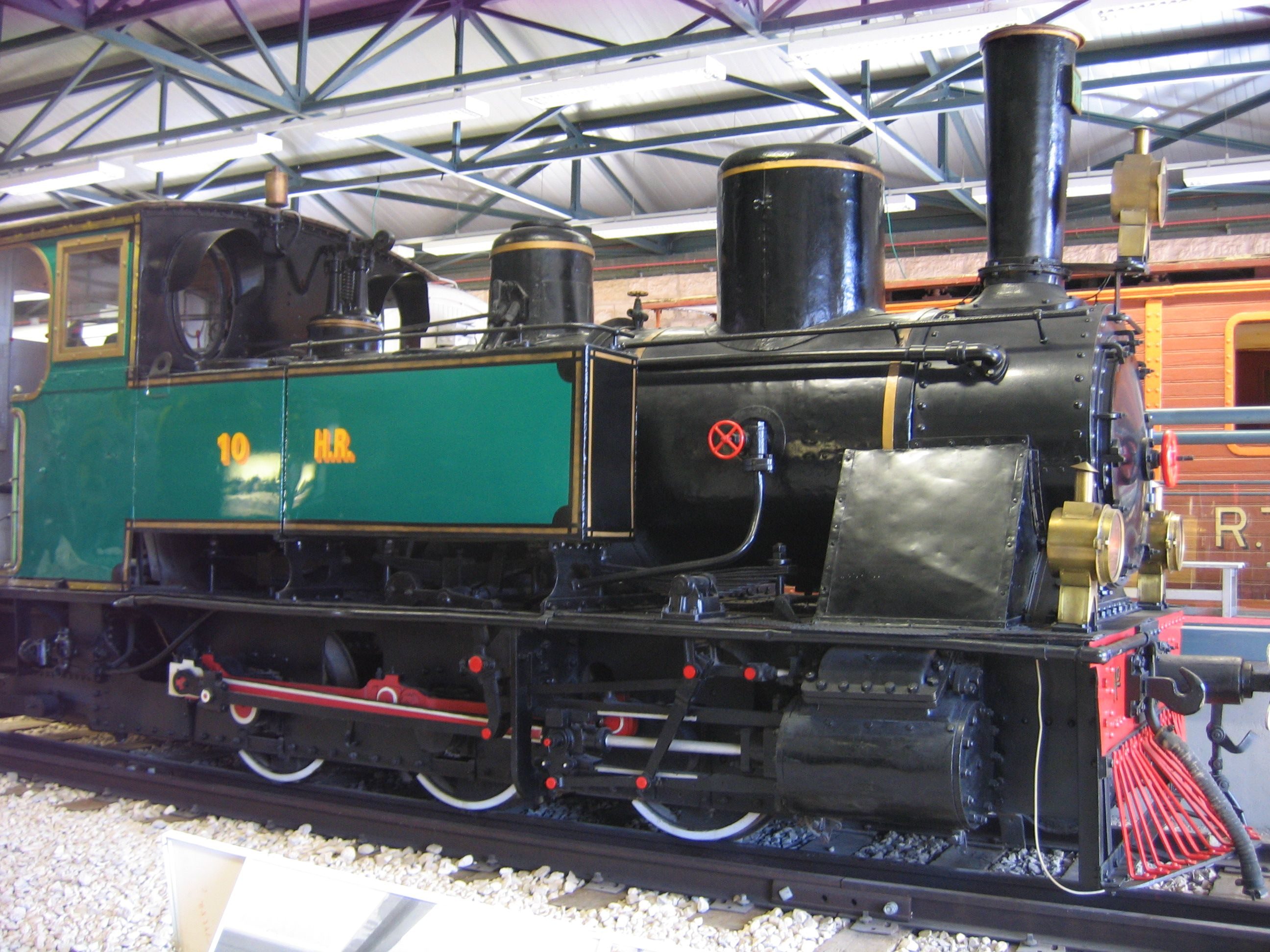
قاطرة بمحرك بخاري من نوع «كراوس مافيي» صنعت سنة 1902م وهي محفوظة حالياً في متحف قطارات إسرائيل.

خلال الفترة ما بين 1904 - 1905م تم عمل دفعة أخرى من شركة كراوس تتمثل في ست قطع لتتناسب مع القاطرات ذات الثلاثة محاور. عملت أجزاء تلك الآلات على جعل أربع قاطرات بثلاثة محاور مزدوجة، حيث تم طلبها في الأساس لتعمل على خط حيفا المؤدي إلى درعا، وكانت قد سُلّمت سنة 1905م من قبل شركة هوهنزولرن لأعمال القاطرات في دوسلدورف.
كانت هناك حاجة لشراء قاطرات إضافية ويرجع السبب في ذلك إلى طول الخط. في ذلك الحين كانت الإدارة المسؤولة عن الخط قد قامت بتسجيل الطلبيات الواردة، والتي تتمثل في ست قاطرات خاصة بالركاب تعمل بين دمشق وحيفا وكذلك بين دمشق ومعان، بالإضافة إلى تسع عشرة قاطرة ثقيلة خاصة بالشحن من نوع «كراوس».
صُنعت قاطرات إضافية وسُلِّمت في الفترة ما بين 1906 - 1907م، وقد تم صنعها بحسب مواصفات السكك الحديدية الألمانية، وكانت عربات الركاب فيها فسيحة، كما أن المقاعد فيها قابلة للطي، وتم فيها مراعاة للحماية من الشمس حيث بالإضافة أنه بالإضافة إلى الأسقف تم وضع المصاريع أي الستائر الخاصة بالنوافذ على الجانبين.
لكن كانت هناك حاجة إلى المزيد من القاطرات، وقد عمل مصنع أرنولد يونغ على إنتاج اثنتي عشرة قطعة رغم الوقت القصير المحدد للتسليم، وكان الشرط أن تكون القطع مماثلة للنوع «كراوس» وما تشمله من أجزاء، كما تم الأخذ في الاعتبار إمكانية تبديل أجزاء الغلايات والمراجل بين القاطرات. لكن كانت هناك بعض القاطرات من نوع «كراوس» كانت تختلف من ناحية التجمع الخاص بالمحور. استخدم خط حديد الحجاز لوصف القاطرات خلال فترات تشغيله نحو ثلاث خطط ترقيم مختلفة.
قامت شركة نورمبرغ بتسليم المزيد من العربات الخاصة بالركاب، حيث دخلت عربات من الدرجة الثانية في الخدمة مطلع سنة 1906م. تم تصميم العربات لتشتمل على رواق جانبي مع منصتين في نهايته، كما تم تصميم المرحاض ليأخذ الطابع الشرقي مع حوض قابل للطي في منتصف العربة. اشتملت الدرجة الأولى على 18 مقعداً في مقصورات تقدر بنحو أربعة أمتار ونصف، أما الدرجة الثانية فكانت تضم 36 مقعداً في مقصورات تقدر بنحو ستة أمتار. تم تنفيذ معظم البنية الداعمة للعربة من البلوط. ومن الخارج كانت مغطاة بخشب الساج.
لاحقاً وبعد عام واحد فقط تم تصميم 16 عربة مماثلة لها في التصميم، وضمّت ست عربات للدرجة الأولى وتسع للدرجة الثالثة بالإضافة إلى عربة تم عملها لتكون قاعة.
بعض العربات التي تم تسليمها لاحقاً كانت أطول بنحو ثلاثة أمتار، حيث كانت مقصورات الدرجة تقدر بنحو ستة ونصف أمتار وتضم 39 مقعداً، كما أن مقصورات الدرجة الثالثة تقدر كذلك بنحو ستة أمتار ونصف وتضم 60 مقعداً، بما في ذلك حجرة مغلقة للنساء.
تلك العربات لم تكن مزودة بنظام تهوية إلا أن أسقفها كانت مقببة ومرتفعة. كما تم الاكتفاء بالمقاعد الجلدية بدلاً من كونها مغطاة بالقطيقة لتأثرها ببعض الكائنات الضارة.
كانت العربة المخصصة كقاعة مصممة بنوافذ كبيرة وهي عبارة عن صالة واحدة كبيرة تم تقسيمها عن طريق حائط مقوّى مفتوح في وسطها.
إضافةً إلى أنه قد تم صنع ثلاثة عربات خاصة عن طريق ورش تابعة للبحرية في إسطنبول كهدية لعربات سكة حديد الحجاز، وتضم مصلى وغرفة نوم.

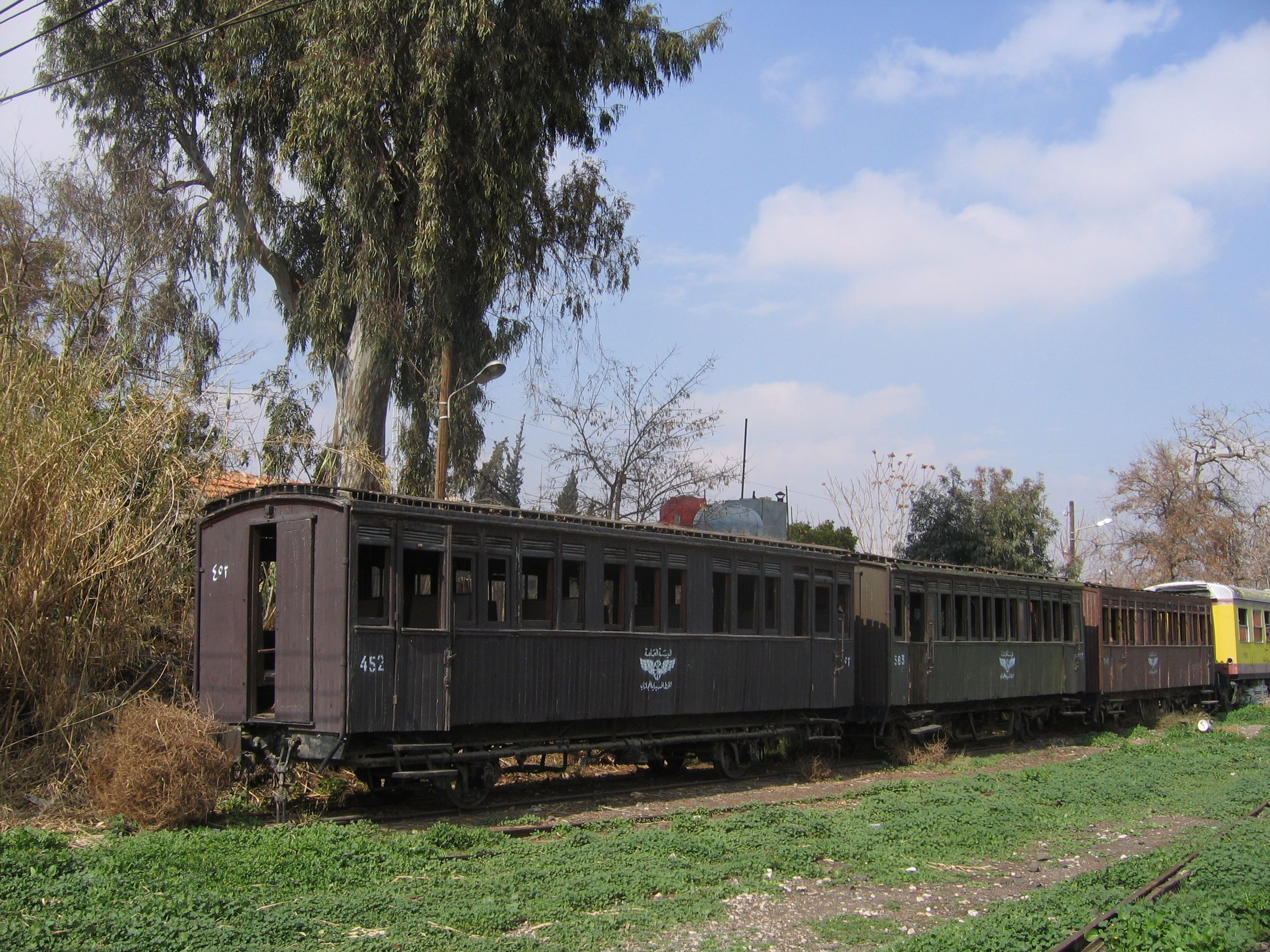
عربات في محطة القدم بدمشق
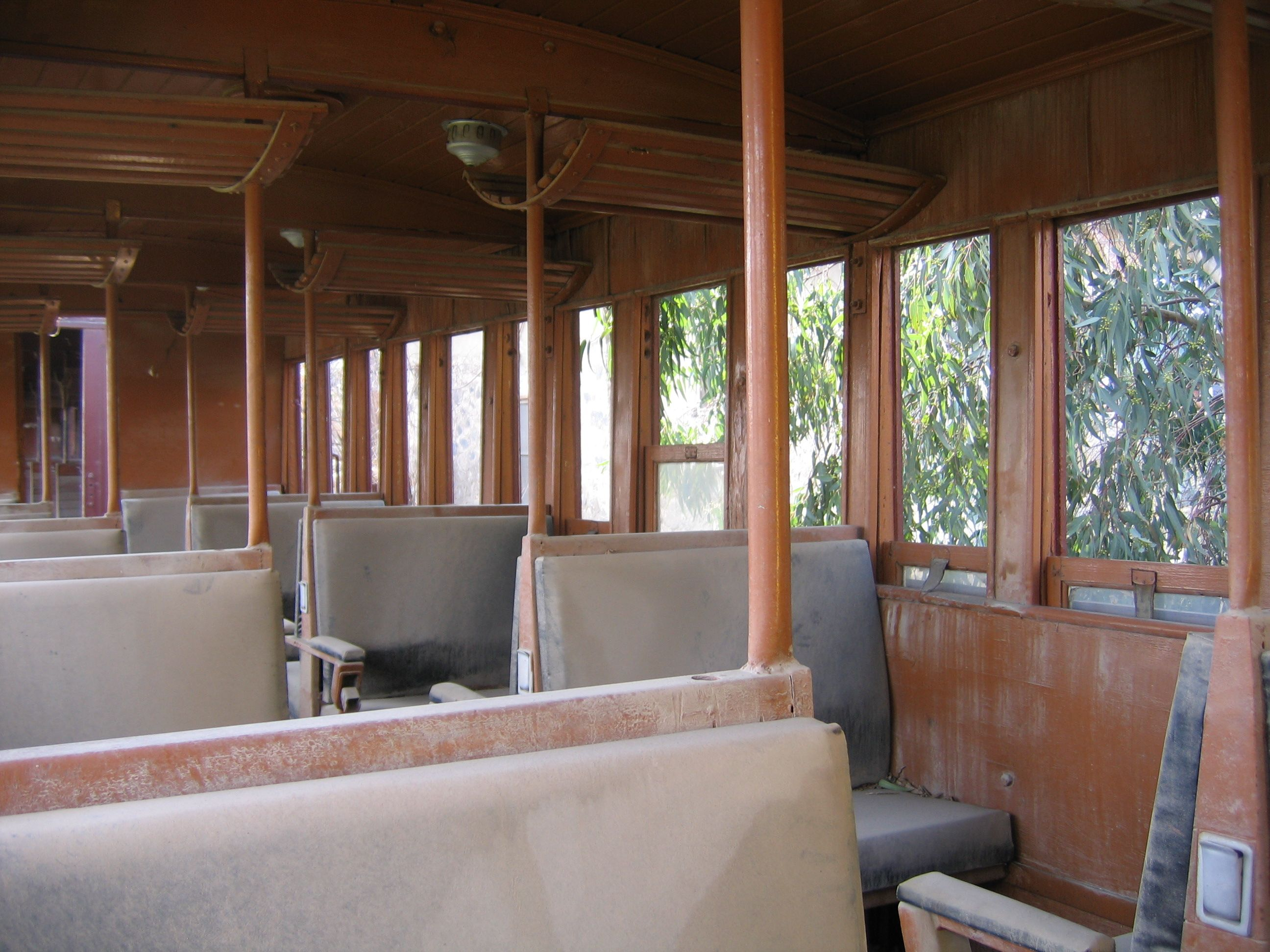
عربة مخصصة لركاب الدرجة الثانية
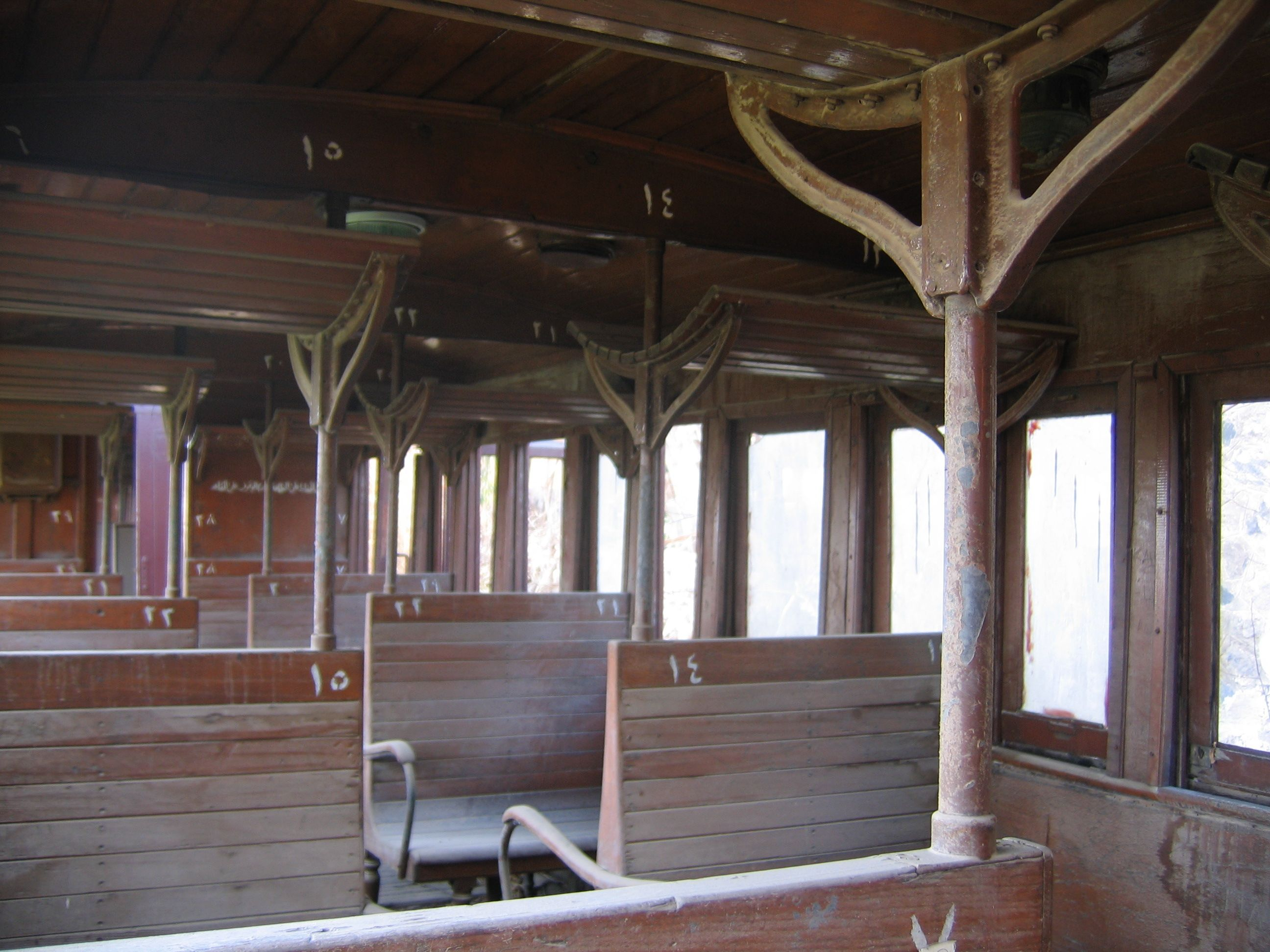
عربة مخصصة لركاب الدرجة الثالثة
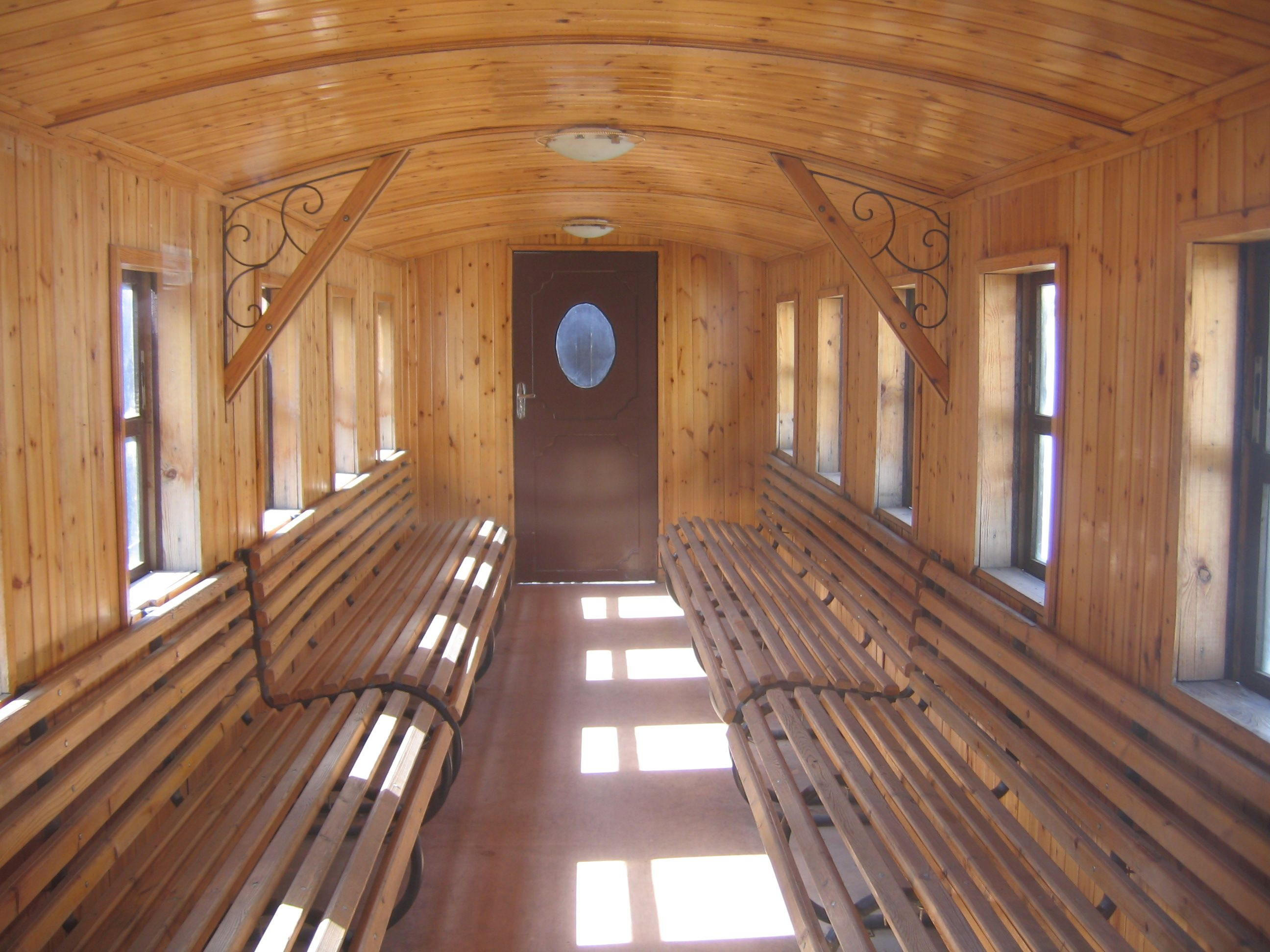
عربة من الدرجة الثالثة تم تجديدها

## الافتتاح

من حفل افتتاح الخط سنة 1908م في محطة المدينة المنورة المعروفة كذلك بـ «الأستسيون» ويظهر مسجد العنبرية.

وصل أول قطار إلى محطة المدينة المنورة قادماً من دمشق في 22 رجب 1326 هـ الموافق 23 أغسطس 1908م، بعد أن قطع المسافة خلال خمسة أيام فقط. لكن افتتاح خط حديد الحجاز الرسمي تأجل أسبوعاً ليصادف الذكرى الثانية والثلاثين لجلوس السلطان عبد الحميد الثاني على عرش الدولة العثمانية وكان ذلك في 1 سبتمبر 1908م، وقد تم الافتتاح وسط مراسم احتفالية كبيرة بتلك المناسبة في محطة المدينة التي تعرف أيضاً باسم الأستسيون وهي كلمة تركية تأتي بمعنى «المحطة»، وتقع في العنبرية حيث تبعد مسافة تقدر بحوالي 1 كيلومتر عن المسجد النبوي. كما أن «لجنة خط حديد الحجاز» كانت قد قامت في وقت سابق بافتتاح المحطات الأخرى الموزعة على الخط نيابة عن السلطان، وقد أقيمت لها كذلك احتفالات رسمية لافتتاحها.
صاحَبَ افتتاح سكة حديد الحجاز إضاءة المدينة المنورة بالكهرباء لأول مرة، حيث بدأ الأمر بإنارة المسجد النبوي الذي تم يوم الافتتاح، وكان العمل على مد الكهرباء مصاحباً لإنشاء الخط، بالإضافة إلى وصول خط التلغراف إليها، حيث كان خط التلغراف موجود مسبقاً في المحطات الرئيسية التي تربط بين المدينة ودمشق على طول السكة مثل محطة العُلا ومدائن صالح وتبوك ومعان وعمّان ودرعا ودمشق. هذا الأمر جعل من المدينة المنورة محافظة مستقلة مرتبطة مباشرة بوزارة الداخلية العثمانية.

## فترة عمل الخط

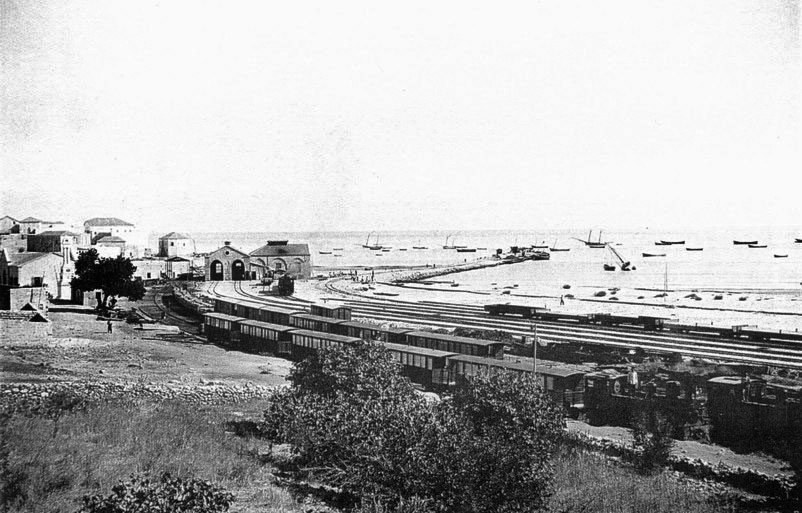
رصيف محطة سكة حديد الحجاز في حيفا سنة 1905م.

بعد تدشين خط حديد الحجاز أصبح للجميع الحق في استخدامه، كما أن غير المسلمين كان بإمكانهم أيضاً استخدام المحطات البينية الموجودة على الخط، إلا أنه لم يكن من المسموح لهم الوصول بالقطار إلى المدينة المنورة. عمل الخط على نقل الحجاج المسلمين، حيث بلغ عددهم 30,000 ألف حاج سنوياً سنة 1330 هـ الموافقة لسنة 1912م، وزاد العدد حينما تم تسيير ثلاث رحلات بشكل منتظم من دمشق إلى المدينة المنورة أسبوعياً إلى أن وصل إلى 300,000 ألف حاج سنوياً سنة 1332 هـ الموافقة لسنة 1914م.

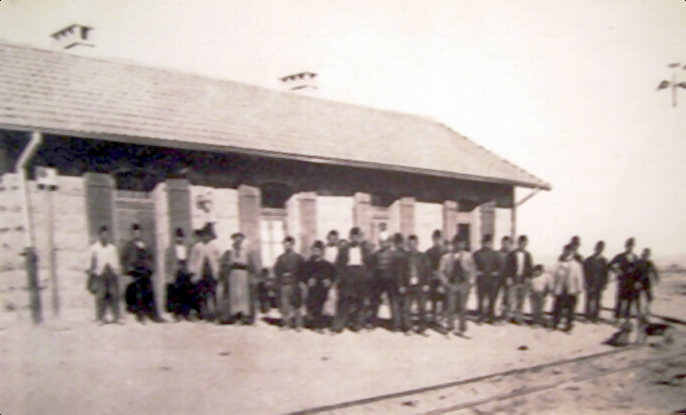
محطة مدائن صالح سنة 1909م، ويظهر بها عدد من المسافرين.

كما قام الخط بالعديد من الأدوار أبرزها المساهمة في نقل الأموال، واستخدامه في بعض الأغراض العسكرية كنقل الجنود من منطقة إلى أخرى، ونقل البضائع بين المناطق المختلفة وهو الأمر الذي أحدث انتعاش تجاري واقتصادي.
كانت أوقات تحرُّك القطارات قائمة وفقاً لأوقات الصلاة، حيث أنها كانت تتحرك على نحو لا يخل بأوقات الصلاة، فإذا جاء وقتها كان القطار يتوقف ويقوم الركاب بالتوجه لأداء الصلاة في العربة المخصصة لذلك.
عمِل الخط الحجازي على اختصار مدة السفر، حيث كان يقطع المسافة من دمشق إلى المدينة المنورة خلال خمسة أيام فقط بدلاً من أربعين يوماً كانت تقطعها القوافل ونحوها في السابق. كان القطار فعليّاً يستغرق مدة 72 ساعة فقط، إلا أن بقية الأيام الخمسة فكانت تمضي بسبب وقوف القطار المتكرر في المحطات وكذلك بسبب تغيير القاطرات.
كما قام الخط بالإسهام في النهضة التجارية والاقتصادية للحجاز وكافة المدن الواقعة على امتداد الخط، ومنها حيفا التي أصبحت ميناءً ومدينة تجارية هامة، كما ساهم أيضاً في استقرار بعض القبائل البدوية حيث ظهرت مجتمعات عمرانية وتجمعات لتلك القبائل على جانبي الخط في بعض المواقع، وقد اشتغل عدد منهم بالزراعة.
استمر عمل الخط إلى أن تأثرت السكة خلال الحرب العالمية الأولى وتم تدمير عدة أجزاء منها. وصلت آخر قاطرة إلى المدينة في يوم 13 جمادى الأولى 1336 هـ وقد حملت الرقم «105 س ح» ويقودها الكابتن «محبوب علي الحسيني المدني»، وقبلها وصلت إلى المدينة آخر قاطرة تحمل المؤن من شرق الأردن والتي كان يقودها الكابتن «يعقوب أفندي» وذلك في شهر ربيع الآخر من نفس العام.

## خطة ربط سكة حديد الحجاز ببغداد والأناضول

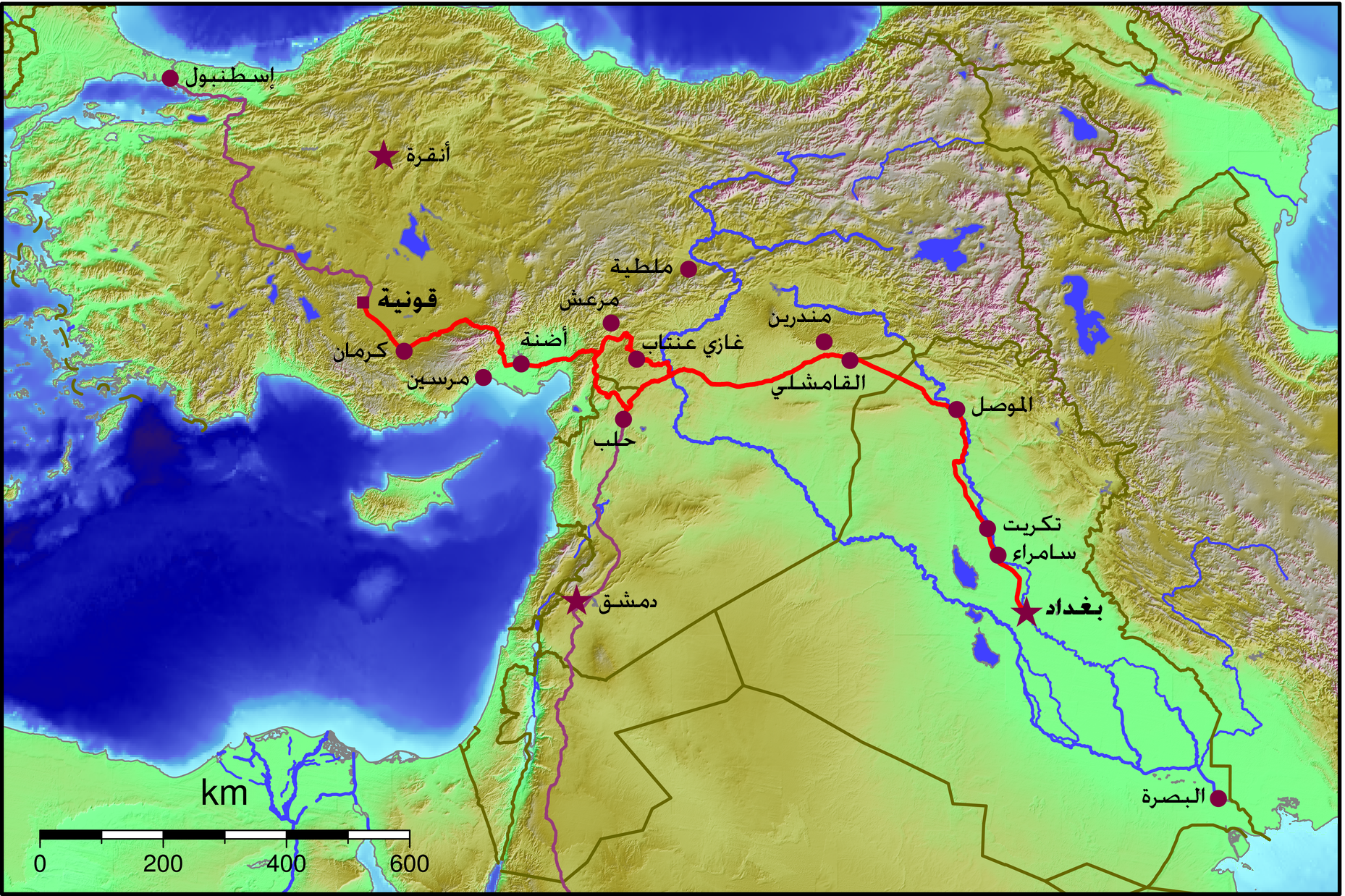
خريطة تبين مسار سكة حديد بغداد ويتضح الربط بينها وبين سكة حديد الحجاز.

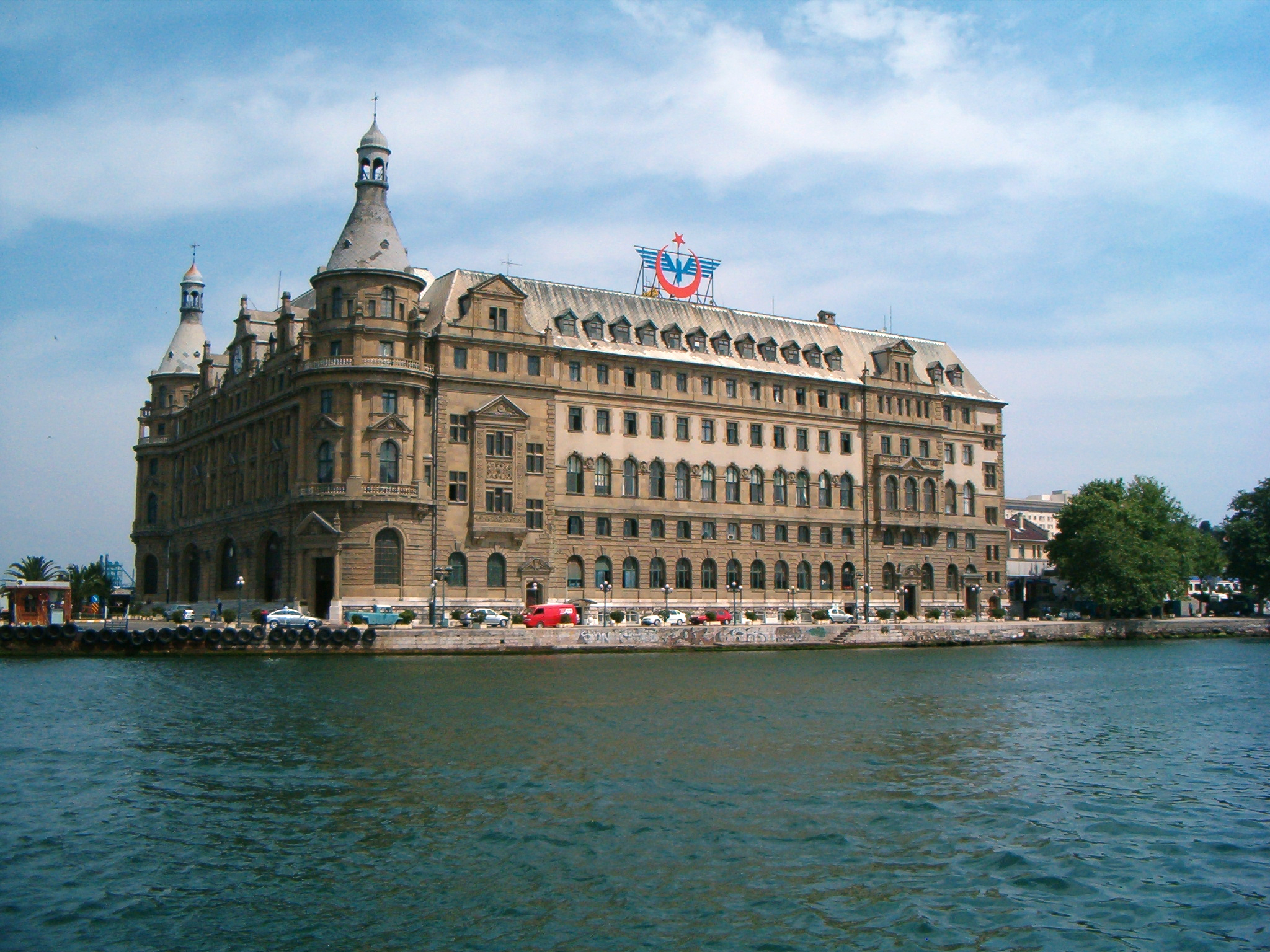
تم بناء مبنى محطة حيدر باشا القائم حالياً في إسطنبول سنة 1909م لتكون المحطة الرئيسية الغربية لكل من سكة حديد بغداد وسكة حديد الحجاز.

كان السلطان عبد الحميد الثاني مدركاً لأهمية السكك الحديدية ومدى تأثيرها الإيجابي على السياسة والاقتصاد، فقد شجع على بناء السكك الحديدية في الدولة العثمانية كما حاول استقطاب دولاً أجنبية عبر تقديم امتيازات لهم، ليجعل السكك الحديدية تغطي الأراضي العثمانية.
اعتُبِر خط حديد الحجاز المشروع المدرج تحت مشاريع السكك الحديدية العامة المشروع الأكثر أهمية واستراتيجية، حيث يعمل على تسهيل الحج وكذلك زيارة القدس، بالإضافة إلى الأمور الأمنية والعسكرية والاقتصادية. لذلك كان من المخطط أن يمتد خط حديد الحجاز إلى كل من إسطنبول وبغداد، وتم العمل على إنشاء مشروع سكة حديد بغداد ليرتبط مع مشروع الخط الحجازي.
بالنسبة لخط حديد بغداد الذي يربط بين بغداد وقونية ومن ثم ليرتبط بإسطنبول، فقد افتتح القسم الأول منه الذي يربط بين قونية وأضنة سنة 1914، كما تم الربط ما بين بغداد وسامراء في نفس السنة. كان المشروع مخطط له ليكون ضمن شبكة أوسع تصل إلى برلين، لكن المشروع واجه العديد من العقبات بالإضافة إلى أحداث الحرب العالمية الأولى، مما أدى إلى توقف العمل به لسنوات إلى أن أنجز لاحقاً في 15 يوليو 1940م، حيث قامت أول رحلة بين إسطنبول وبغداد.

## الحرب العالمية الأولى وتدمير السكة
تزامناً مع الحرب العالمية الأولى وبتحريض من المكتب العربي في وزارة الخارجية البريطانية بدأت الثورة العربية الكبرى بمساعدة البريطانيين في 10 يونيو 1916، وانطلقت النيران على ثكنات الجيش العثماني بعد أن رفض العُثمانيون مطالب حسين بن علي الهاشمي «شريف مكة» الخاصة بإعلان العفو عن المتهمين السياسيين من العرب، قبل أن يشنقهم جمال باشا (أحد زعماء جمعية الاتحاد والترقي). أعلن الشريف حسين بمناسبة إشعال الثورة منشوراً جاء فيه:
| خط حديد الحجاز | إن الإتحاديين خرجوا على العهد الأخوي بين الشعبين، رغم المعونة الصادقة التي بذلها العرب في ظل الخلافة، وخرجوا عن الشريعة فبدَّلوا الأحكام، وشنقوا أحرار العرب جماعات وفُرادى، وشرَّدوا أُسرهم ونفوها من أرضها، وصادروا الأموال، ولقد نصحنا فلم ينفع النصح، وقد وفقنا الله لأخذ الإستقلال فضربنا على أيدي الإتحاديين، وإنفصلت بلادنا عن المملكة العثمانية إنفصالاً تامّاً، وأعلنَّا إستقلالاً، لاتشوبه شائبة مداخلة أجنبية، ولا تحكم خارجي، جاعلين الغاية نصر دين الإسلام، وإعلاء شأن المسلمين، مستندين في كل أعمالنا على الأحكام وأصول القضاء. | خط حديد الحجاز |

ووقعت معركة مكة المكرمة بقيادة الشريف حسين، وانتهت باستسلام العثمانيين في دمشق، بينما قاوم حاكم المدينة المنورة فخري باشا مدة سنتين وسبعة أشهر في حصار المدينة المنورة. تشير التقديرات إلى أن القوات العربية المشاركة في الثورة بلغ عددهم 5,000 جندي، ولكن هذا الرقم ربما ينطبق على القوات النظامية الذين قاتلوا خلال حملة سيناء وفلسطين مع قوة التجريدة المصرية بقيادة إدموند ألنبي، وليست القوات الغير نظامية تحت إشراف لورنس وفيصل الأول.

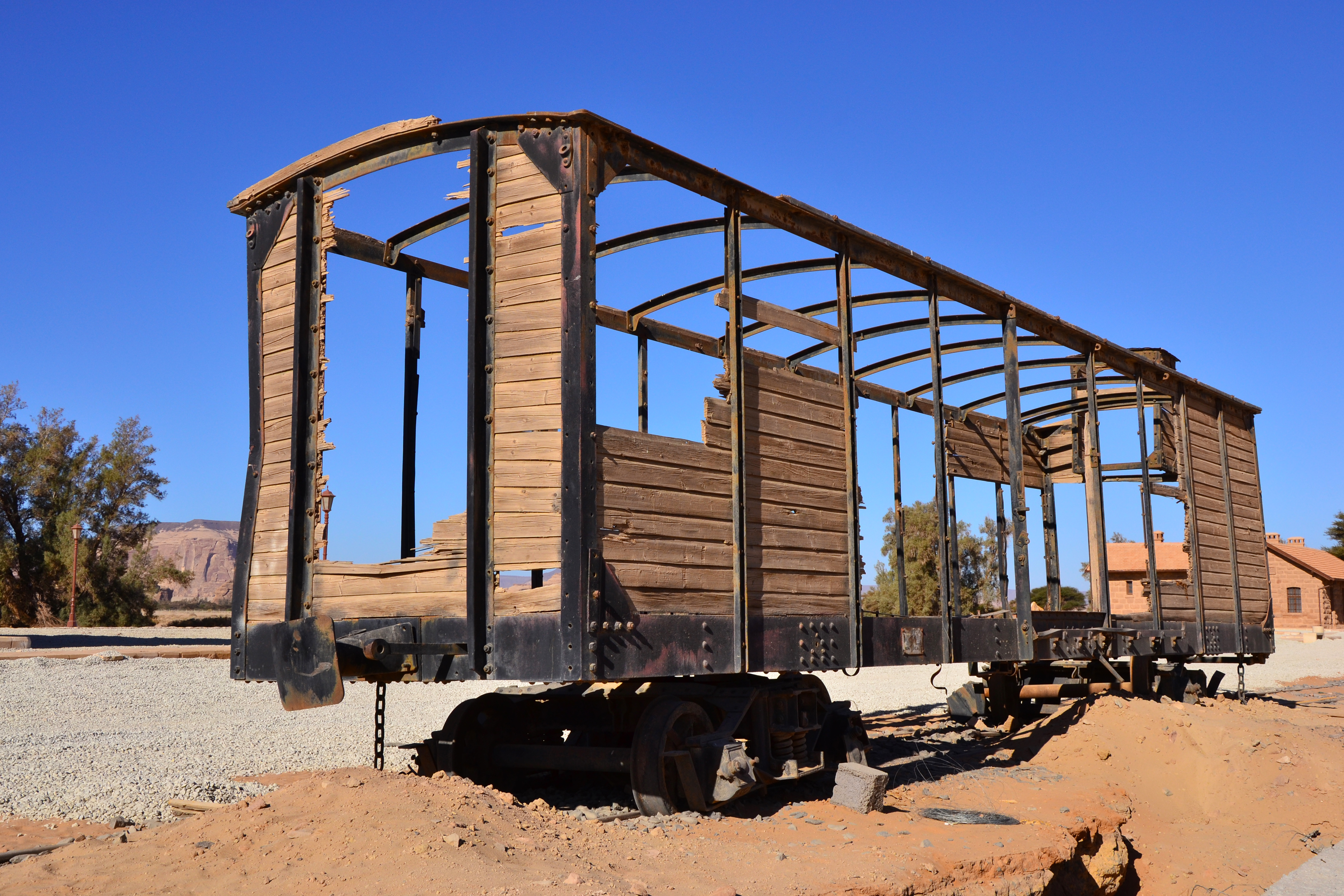
عربة قطار تقع خارج محطة مدائن صالح منذ تدمير الخط.

حينما دخلت بريطانيا في اتفاقيتها مع العرب وتعاقدت معهم خلال مراسلات حسين - مكماهون كان شرط حسين بن علي في مراسلاته السرية استقلال الدول العربية عن الدولة العثمانية في حال انضمامهم للحرب، وقد وعدتهم بريطانيا بذلك، ولكن كان هناك اتفاق سري بين فرنسا وبريطانيا قاما به فرانسوا جورج بيكو مع المندوب البريطاني مارك سايكس بخصوص اقتسام الهلال الخصيب وأراضٍ أخرى تابعة للدولة العثمانية إذا ما انتهت الحرب لصالح الحلفاء. كما اشتركت في تلك الإتفاقية روسيا حينما طلب قنصل روسيا منهما السفر إلى بطرسبيرغ لعرض المشروع على الحكومة الروسية ومن هناك ابتدأت المفاوضات في منتصف شهر مارس سنة 1916م، وقد وافقت الحكومتان البريطانية والفرنسية على مطلب روسيا الخاص في اتفاقية الأستانة (1915) وهو أن تكون إسطنبول والمضايق من نصيبها بعد انتهاء الحرب.

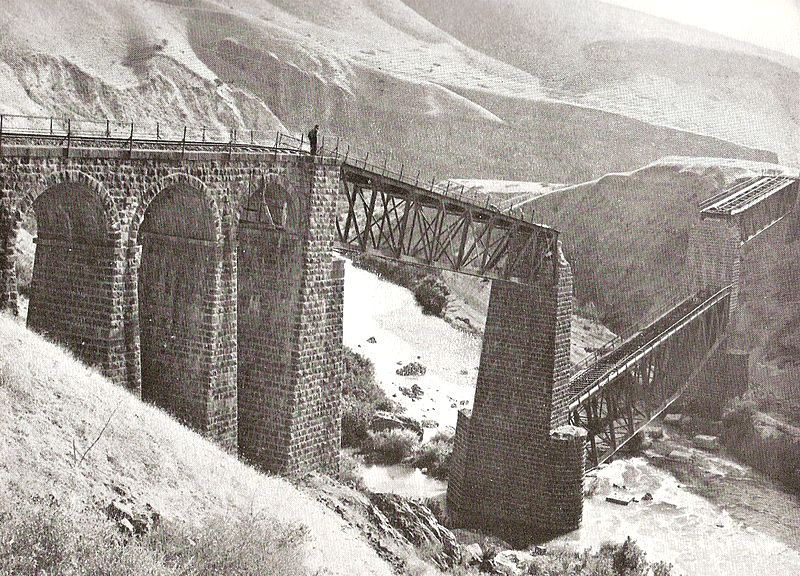
أحد جسور نهر اليرموك بعد تعرضه لهجوم منظمة البلماخ الصهيونية سنة 1946م.

ظلت هذه الإتفاقية سرِّية إلى أن نشرها البلاشفة الروس في جريدتا إوفيستيا وبرافدا في 23 نوفمبر 1917م عند اندلاع الثورة البلشفية بعد العثور على نصوص الإتفاقيات في سجلات وزارة الخارجية الروسية. بعد نشرها بعث جمال باشا في 12 ديسمبر 1917م برسالتين إحداهما للأمير فيصل والأخرى إلى جعفر العسكري عارضًا فيها عقد صلح عثماني - عربي. إلا أن الحكومة البريطانية قد نجحت في إقناع الشريف حسين بن علي بأن العثمانيين يحاولون نشر الخلاف بين العرب والحلفاء، فصدق الشريف حسين هذا ووضع ثقته في وعود الحكومة البريطانية وحلفائها.
كان للخط دوراً هاماً في نقل الجنود والإمدادات العسكرية، وفي أثناء حركة الثورة العربية تم تدمير بعض أجزاء الخط حتى تحول دون وصول إمدادات الجيش العثماني إلى المدينة المنورة أثناء حصارها الذي تم من قبل بعض المقاتلين والثوار العرب. عمِل لورنس ضابط المخابرات البريطاني على تقديم آليات التدمير والتلغيم للثوار العرب لاستخدامها داخل المناطق التي تمر بها السكة وما يتخللها من جسور وأنفاق.
خلال الفترة ما بين الحرب العالمية الأولى والانتداب والاستعمار تم استخدام الخط داخلياً من قبل إدارة كل دولة من تلك الدول التي يقع الخط في أراضيها، ولكن كانت هناك أجزاء مدمّرة ولم يكن بالإمكان استخدامها، وقد أُهمِل الخط بشكل أكبر في الفترة التي تلت الحرب العالمية الثانية حين تم تدمير عدد من أجزاء خط حديد الحجاز والخطوط الأخرى الواقعة في فلسطين من قبل عدد من المنظمات الصهيونية، الأمر الذي أدى إلى عزلها عن دول الجوار.

## محاولات إعادة تأهيل الخط
بعد أن تقرر تقسيم خط حديد الحجاز بصورة نهائية خلال مؤتمر عُقِد في إسطنبول سنة 1924م، وأصبح كل قسم تابعاً للدولة التي يمر من خلالها، وأيدت عصبة الأمم ذلك التقسيم على يد القانوني السويسري «أوجين بورل» سنة 1925م. لاحقاً تعددت محاولات إعادة تشغيل الخط، ومن أبرز تلك المحاولات مؤتمر عُقِد في الرياض سنة 1955م شمل كلاً من سوريا والأردن والسعودية، ولكن قراراته لم تُنفّذ، بعدها تشكلت لجان وعُقِدت اجتماعات حيث صدر مرسوم بتشكيل هيئة عليا للخط الحجازي من وزراء المواصلات للبلدان الثلاثة التي جرى تشكيلها سنة 1966م. في سنة 1978م تم الاتفاق بين الدول الثلاث على إنشاء خط عريض جديد يربط بينها، ووضعت دراسات خاصة بالمشروع وكانت نتائجها إيجابية، إلى أن تقرر بأن تقوم كل دولة من الدول الثلاث بتنفيذ القسم الواقع في أراضيها على نفقتها، وقد شكلت هيئة تحت اسم «هيئة إعادة تسيير الخط الحديدي الحجازي» تضم أعضاءً من تلك الدول الثلاث المعنية. كما تم توقيع اتفاق لإجراء دراسة مشتركة بين حكومات الأردن والسعودية وسوريا في 17 أبريل 2008م لتحديد جدوى إحياء الخط الذي يربط الدول الثلاث.

## الوضع الحالي

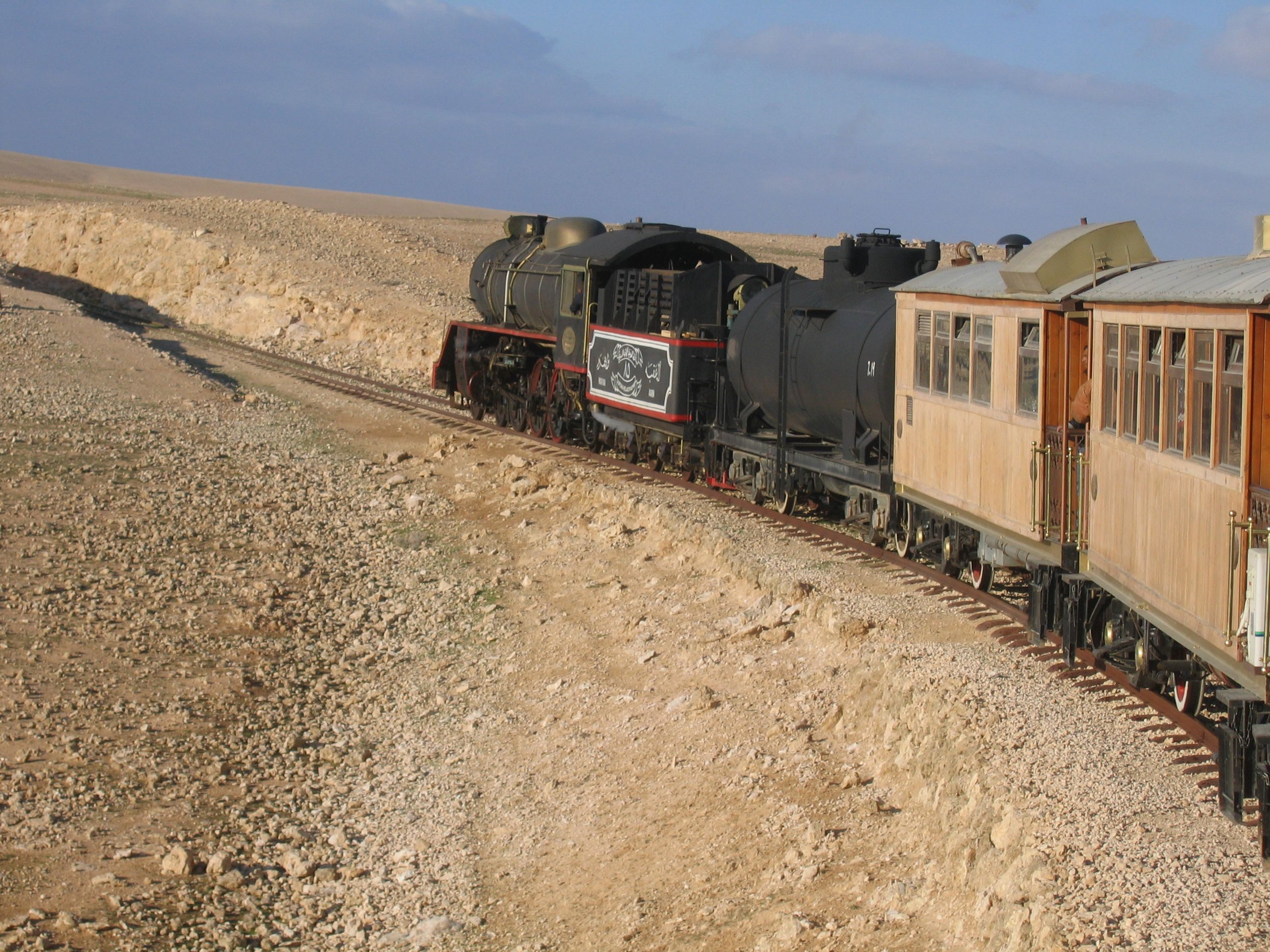
قطار بخاري يجر عربات بالإضافة إلى صهريج للمياه.

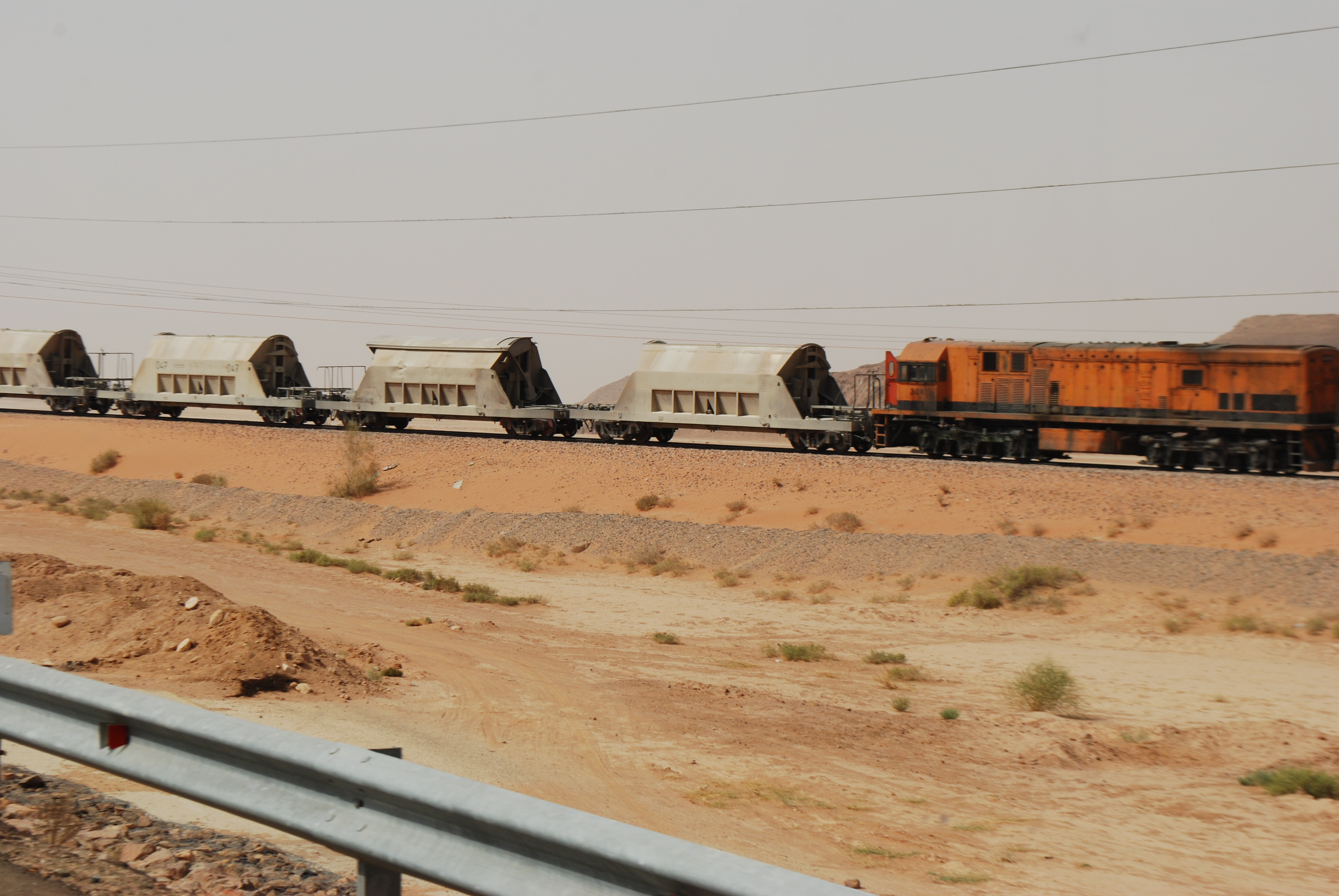
قطار لشحن الفوسفات بالقرب من معان يستخدم الخط الحجازي.

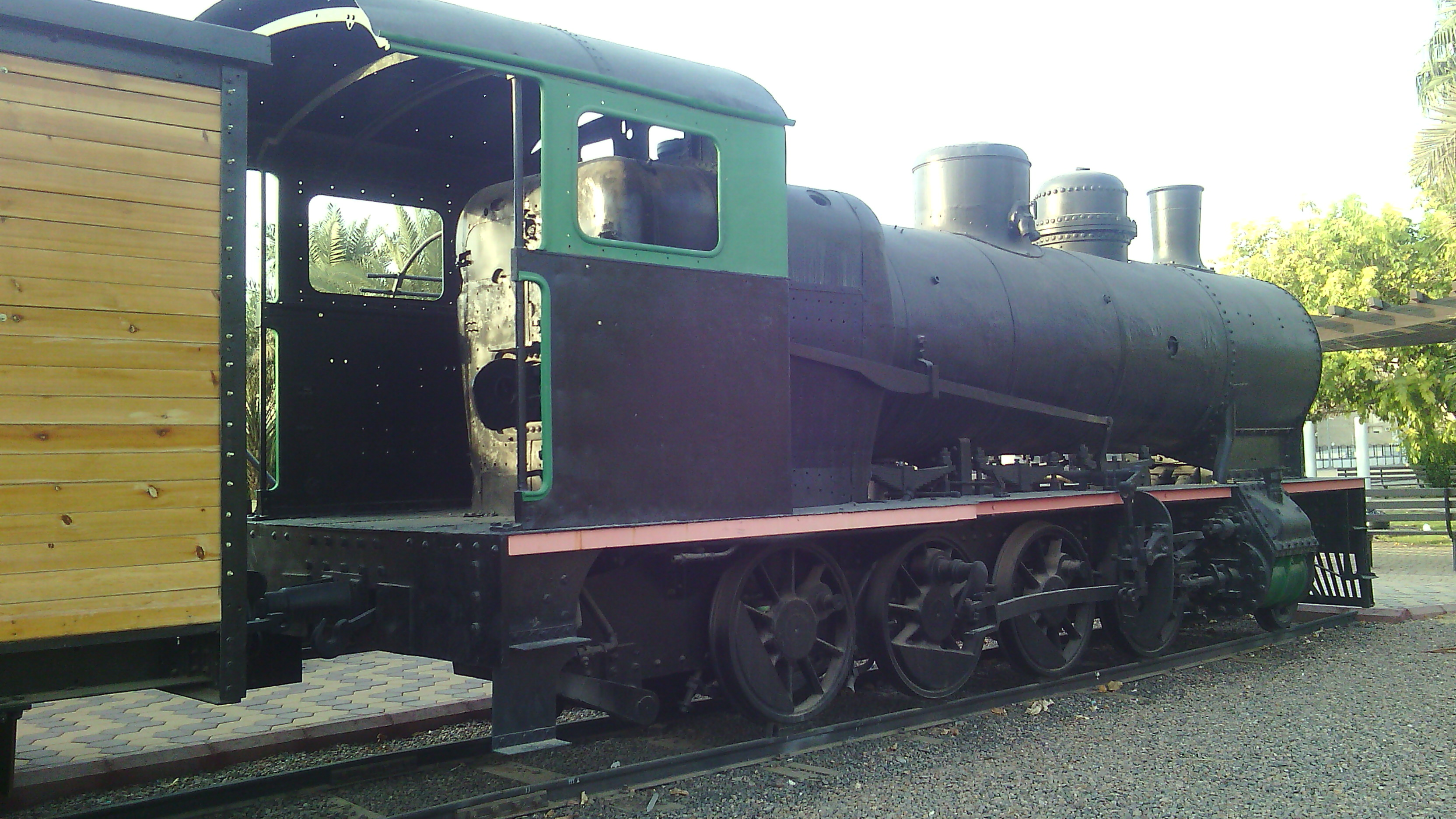
إحدى القاطرات المستخدمة مع بدايات الخط الحجازي، حالياً محفوظة في محطة المدينة.

قامت سوريا بعد الاستقلال بتشكيل «المديرية العامة للخط الحديدي الحجازي» ثم تحولت سنة 1963م إلى «المؤسسة العامة للخط الحديدي الحجازي» القائمة حالياً، وهي تقوم بتسيير رحلات لنقل الركاب والبضائع بين بعض المناطق السورية ودول الجوار. تقع الشبكة الحالية للمؤسسة العامة للخط الحديدي الحجازي في المنطقة الجنوبية من سوريا وهي بطول يُقدّر بنحو 336 كم، تتمثل في الخط الذي يربط دمشق بقطنا، والخط بين دمشق وسرغايا على الحدود اللبنانية، وكذلك الخط ما بين دمشق ودرعا على الحدود الأردنية.
كما عملت على ترميم عدد من المحطات للحفاظ عليها من التصدعات.
بالنسبة للأردن فيمتد فيها الخط الحديدي الحجازي من محطة جابر الواقعة على الحدود الأردنية السورية إلى محطة المدورة الواقعة على الحدود الأردنية السعودية بطول يُقدّر بنحو 451.5 كم، كما يبلغ عرض حرم الخط 30 متراً على طول المسار ما عدا المحطات التي يكون حرم الخط فيها بعرض 100 متر وبطول 500 متر.
تضم المؤسسة حالياً ستة قاطرات تم تأهيل قاطرتين بخاريتين منها خلال سنة 2012م، كما تضم خمسة عشر صالوناً تم تأهيل عشرة صالونات خاصة بالركاب إضافة إلى أربع صالونات موجودة في سكة حديد العقبة.
كما يُستخدم الخط في تسيير شاحنات لنقل البضائع يبلغ عددها 49 شاحنة، وكذلك شاحانات لنقل الاسمنت ويبلغ عددها 15 شاحنة، وشاحنات لنقل السيارات ونحوها يبلغ عددها 8 شاحنات، بالإضافة إلى خمس صهاريج مياه وصهريجان لنقل الديزل ومثلها لنقل الوقود وثلاث عربات سرويس للخدمات وعربة للمطبخ.
كما تنظم مؤسسة الخط الحديدي الحجازي الأردني رحلات سياحية أسبوعية وفي العطل الرسمية إلى محطة الجيزة وإلى محطة القصر أم الحيران وإلى كل من الزرقاء والمفرق.
كما قامت أول رحلة ركاب سياحية على متن قطار بين سوريا والأردن سنة 2008م، وذلك ضمن فعاليات بالذكرى المئوية لتسيير الخط بهدف إعادة تفعيله.
فيما يتعلق بالسعودية فقد تم العمل على تأهيل بعض المحطات ومرافقها، من أبرزها تأهيل وترميم محطة المدينة المنورة لتكون متحفاً يضم عدد من القاعات التي تحكي عن التاريخ الإسلامي خلال الفترات المختلفة كما تضم ورشة إصلاح القاطرات وبها يعرض تاريخ سكة حديد الحجاز.
كما تم ترميم مباني محطة مدائن صالح والبالغ عددها 16 مبنى وتوظيفها.

## المشاريع والخطط الحالية والمستقبلية
أعلنت تركيا في 7 أغسطس 2011م عن بدء العمل في خطة لإعادة تشغيل خط حديد الحجار بين إسطنبول والمدينة وصولاً إلى مكة، ويمر الخط بأضنة وعثمانية في تركيا، وحلب وحماة ودرعا في سوريا ثم ينتقل إلى الأردن بطول يقدر بنحو 2241 كيلومتر، كما أن الخطة تضمنت عملية تأهيل لمسار السكة في كل من تركيا وسوريا والأردن، وإقامة خط لقطار سريع يربط بينها في رحلة تستغرق 24 ساعة بين إسطنبول ومكة، وكان يتوقع أن يبدأ القطار بالعمل في غضون أربع سنوات ويعمل على نقل أكثر من مليوني مسافر سنوياً.
يهدف المشروع إلى نقل المسافرين من تلك الدول إلى مكة والمدينة في مواسم الحج والعمرة، إضافة إلى زيادة حجم التبادل التجاري كذلك بين تلك الدول.
كما أعلنت سوريا في فبراير 2011م عن خطة مشتركة مع القطاع الخاص لتأهيل شبكة سكة الحديد المحلية في مشروع بقيمة 233 مليون دولار، يهدف إلى ربط سوريا والأردن بأوروبا عن طريق تركيا من جهة، وبالخليج العربي فاليمن من جهة أخرى.
كما وضعت المؤسسة العامة للخط الحديدي الحجازي في سوريا ضمن خططها المستقبلية إنشاء شبكة خاصة بالضواحي، على أن تكون المسارات بحسب دراسة أولية تشمل مسار دمشق والمطار والمدينة الحكومية، وكذلك مسار دمشق والكسوة ودير علي، إضافة إلى مسار دمشق ودمر والهامة والشام الجديدة، وأيضاً مسار دمشق والمعضمية وعرطوز وقطنا.
كما أعلنت مؤسسة الخط الحديدي الحجازي بسوريا في مارس 2015م أنها تعمل على إعادة تأهيل وإمكانية تشغيل الخط الرابط بين دمر والربوة وساحة الأمويين وذلك بعد أن توقف منذ سنة 2010م.
أما السعودية فقد أعلنت في سنة 2008م عن إنشاء مشروع سكة حديد تربط مكة المكرمة بالمدينة المنورة مروراً بجدة، وأن يتضمن المشروع قطار سريع مصمم بسرعة تزيد عن 300 كيلومتر في الساعة.
يعرف المشروع باسم «قطار الحرمين السريع» وهو عبارة عن خطوط حديدية مكهربة بطول يزيد عن 450 كيلومتر مجهزة بأنظمة إشارات واتصالات حديثة. كما يشتمل على خمس محطات ركاب وهي موزعة على أن تكون إحداها في مكة وأخرى في وسط جدة وكذلك في مطار الملك عبد العزيز بجدة، بالإضافة إلى محطة في مدينة الملك عبد الله الاقتصادية في رابغ لتنتهي بمحطة في المدينة المنورة.
تم تشغيل القطار السريع بين المدينة ورابغ بشكل تجريبي في نهاية 2015م، بينما تم افتتاحه بشكل رسمي في 25 سبتمبر 2018م،
وانطلقت أول رحلة تجارية له في 11 أكتوبر 2018م وذلك من المدينة المنورة إلى جدة.
كما أُعلن مؤخراً بأن هناك خطة ستصدر لربط مدن ومناطق السعودية المشتملة على إمكانية إنشاء خط يربط المدينة المنورة بتبوك ليصل إلى حالة عمار الواقعة على الحدود الأردنية.
بالنسبة للقسم الواقع في فلسطين التاريخية فقد أعلنت إسرائيل سنة 2012م عن بدئها بمشروع لإحياء الخط عن طريق بناء سكة جديدة تمتد بمسافة 60 كيلومتراً تربط بين بيسان وحيفا. حينها قُدّر بأن المشروع سيستمر لمدة سنتين ليمتد بعد ذلك إلى أن يصل إلى مدينة إربد الأردنية في مرحلة لاحقة، إلا أن الأردن قد نفت بأن يكون هناك مشروع سكة حديد يربط بينها وبين إسرائيل.

## معرض الصور

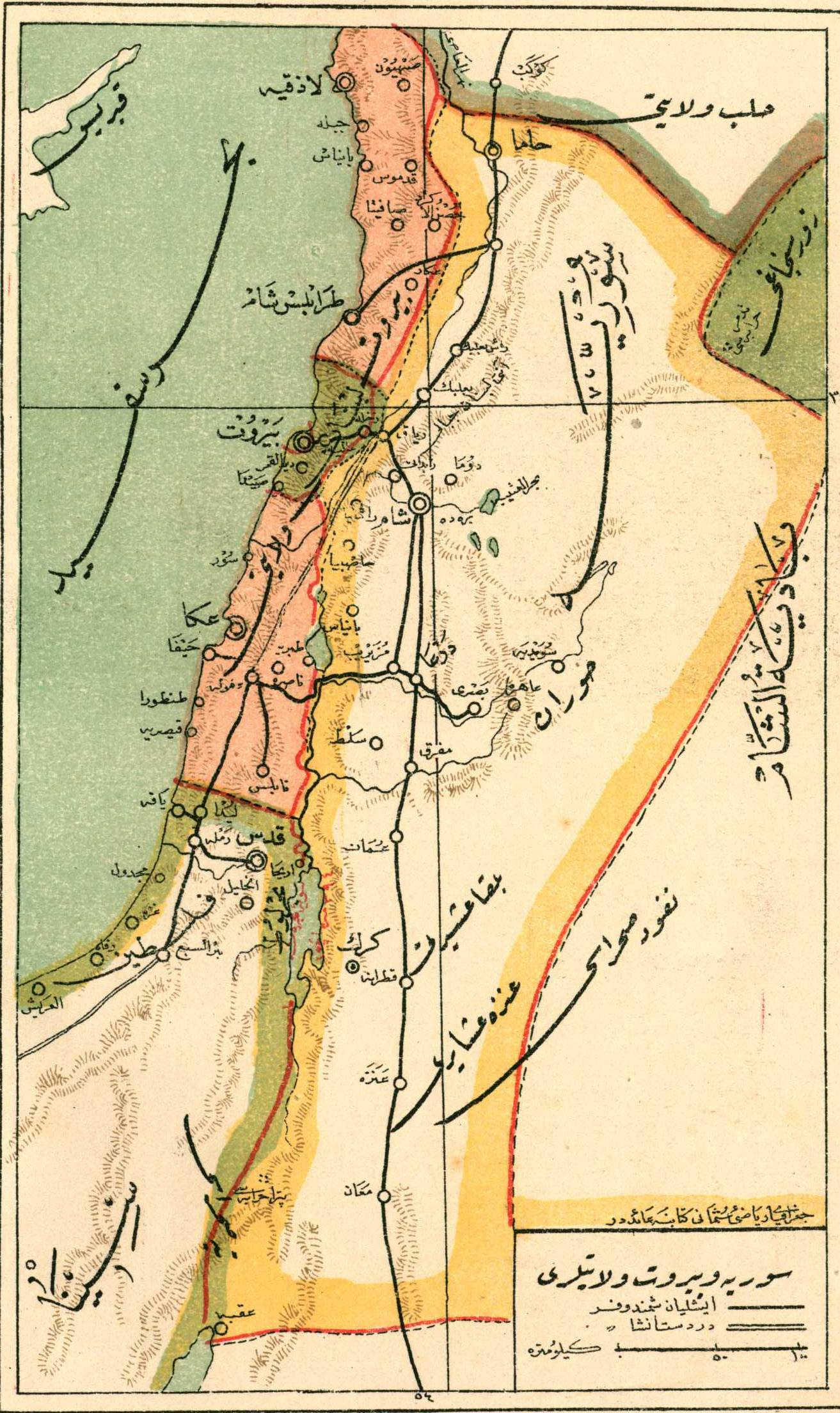
الخريطة التاريخية للمنطقة حوالي سنة 1912 - 913 م.
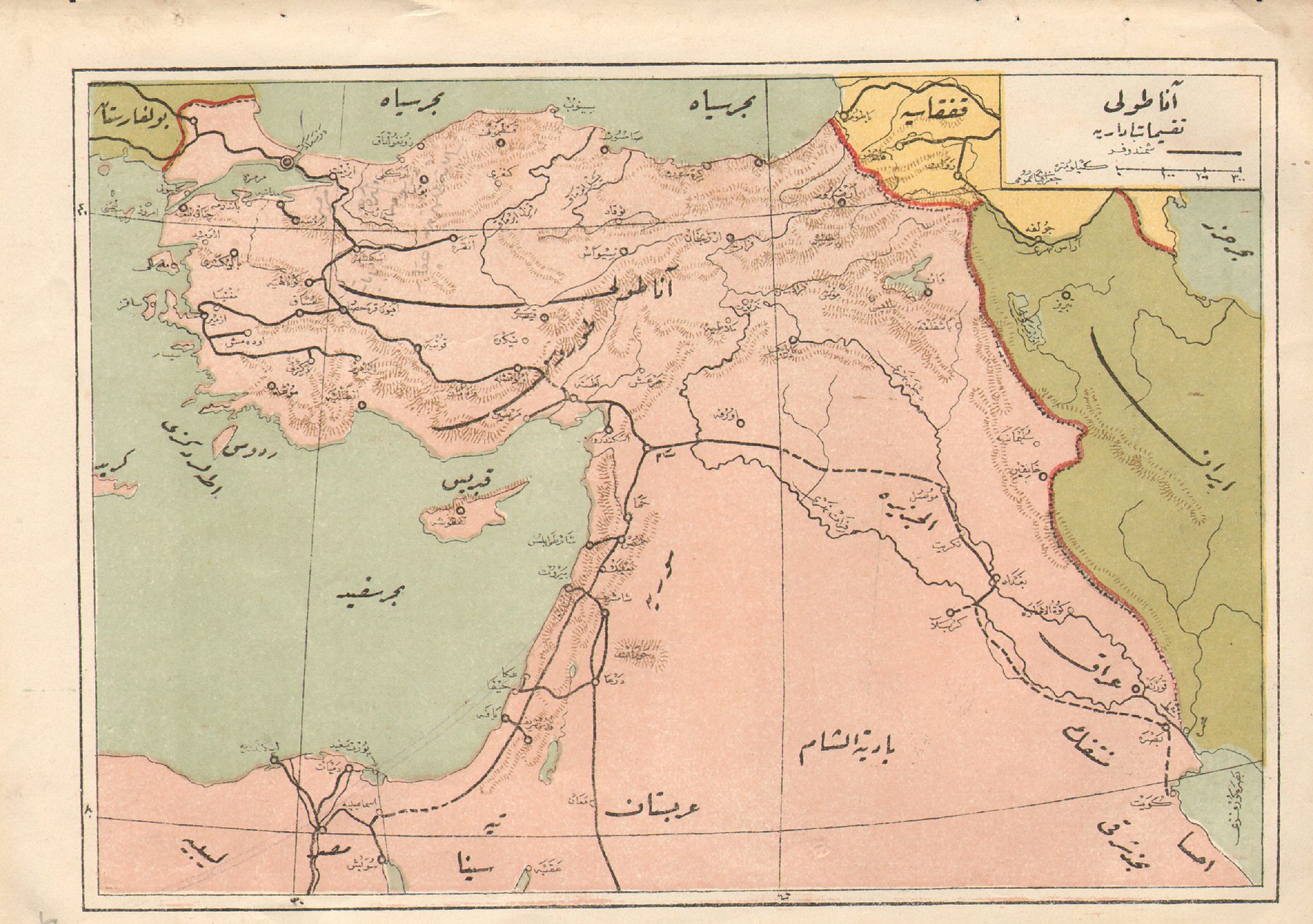
خط السكك الحديدية العثمانية عشية الحرب العالمية الأولى
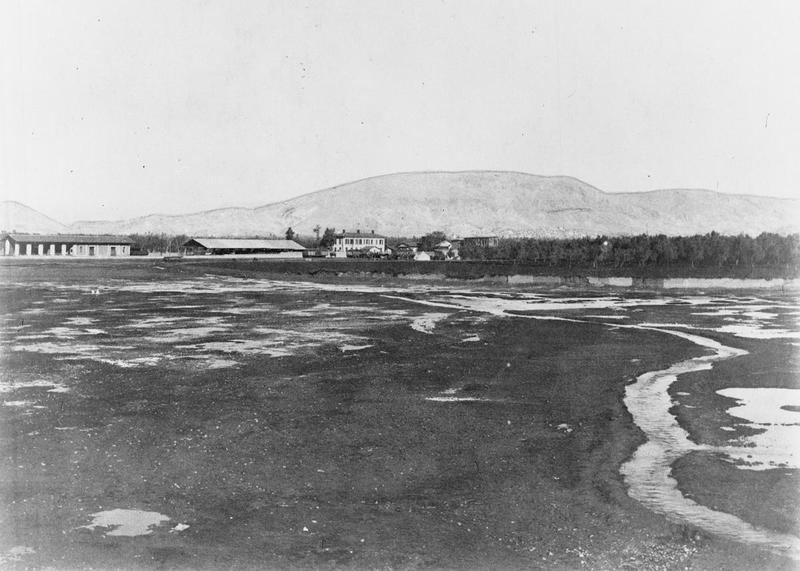
محطة القدم بدمشق
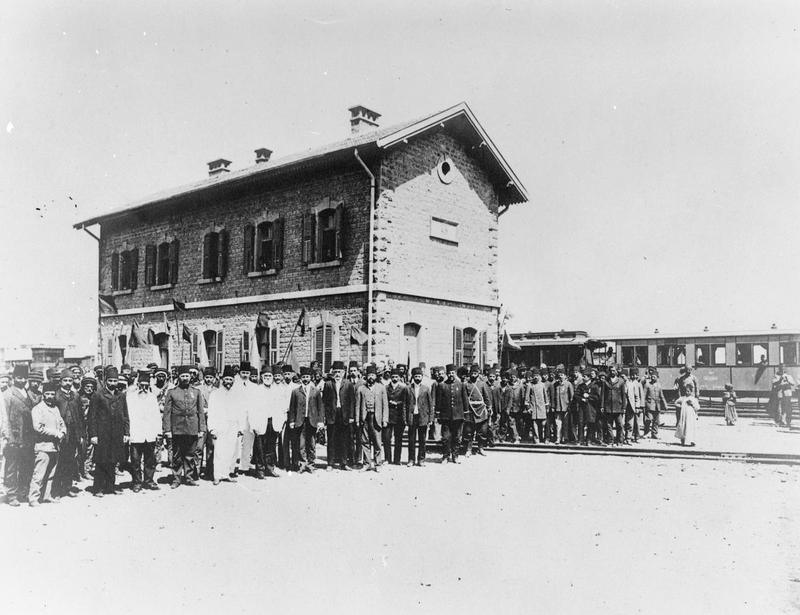
افتتاح محطة درعا سنة 1908م
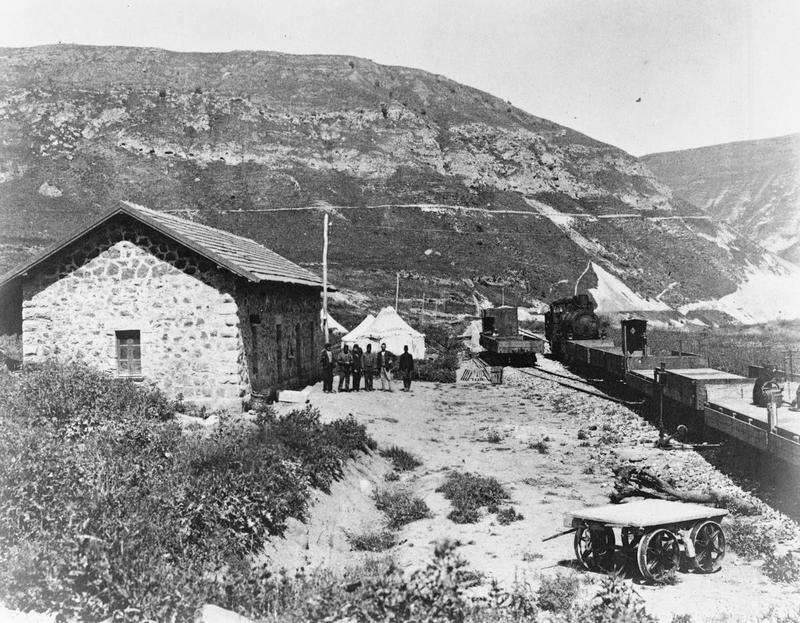
محطة بالقرب من وادي اليرموك
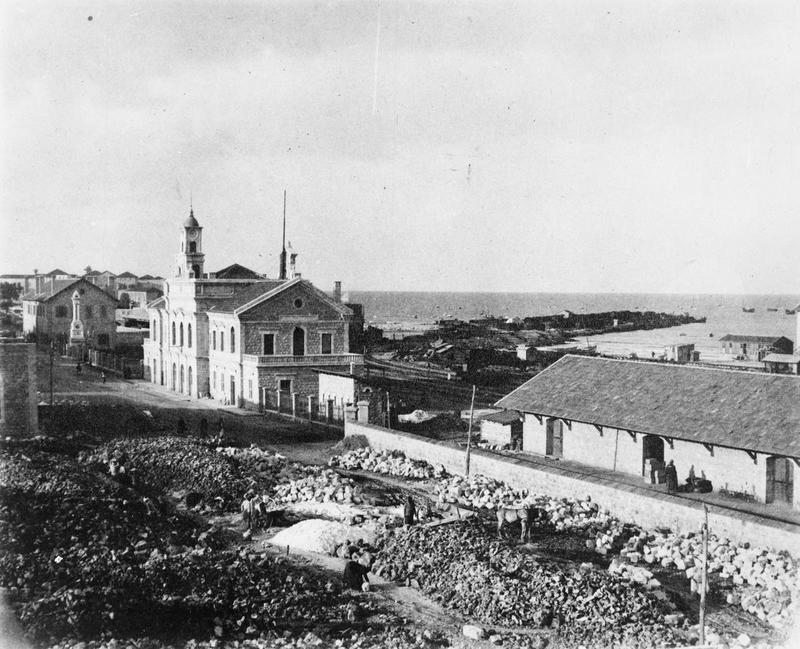
محطة حيفا
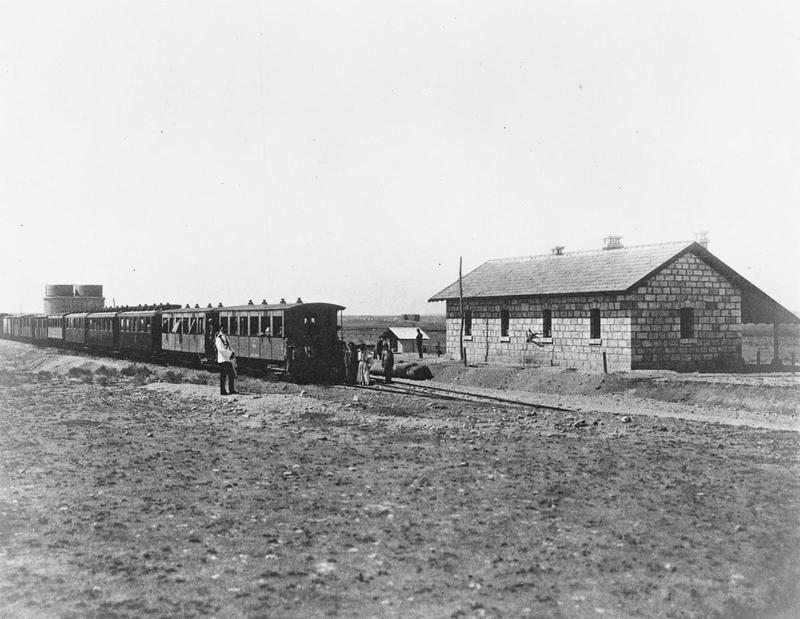
محطة الجيزة بالقرب من مادبا
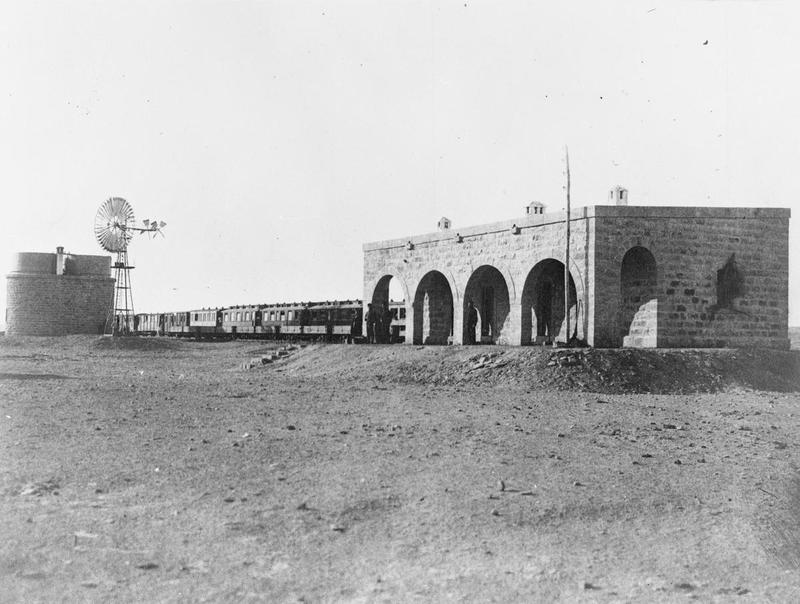
محطة الأخضر بالقرب من تبوك
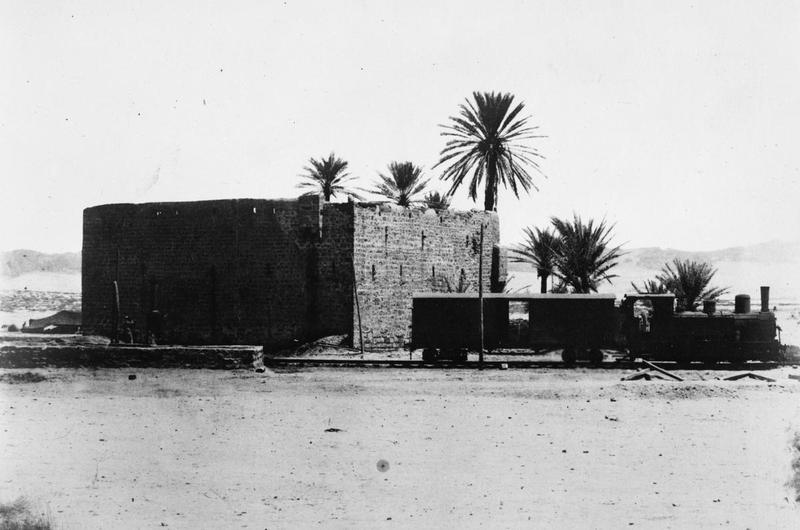
قاطرة بجانب خزان مياه تابع لمحطة مدائن صالح
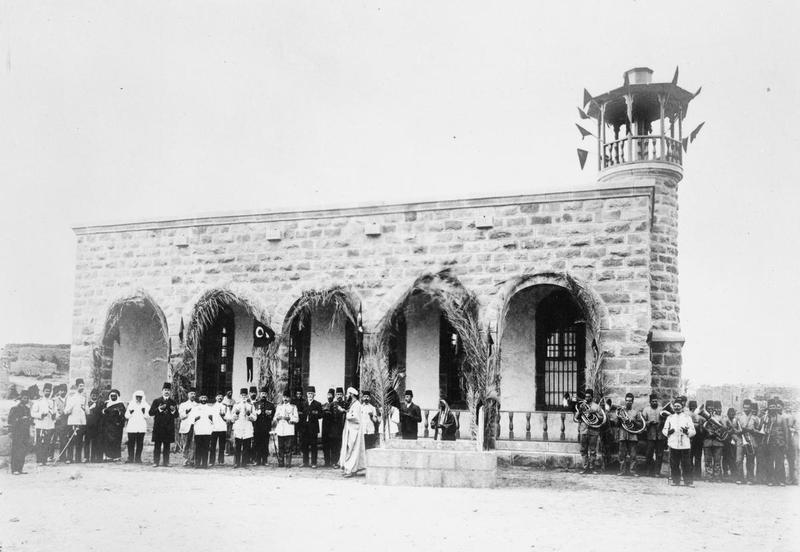
مسجد العاملين في محطة تبوك
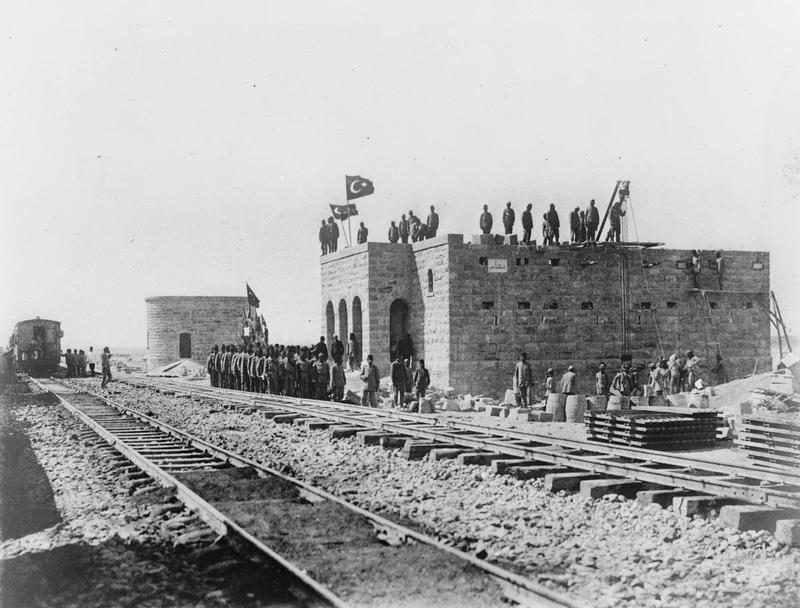
محطة المُعظَّم
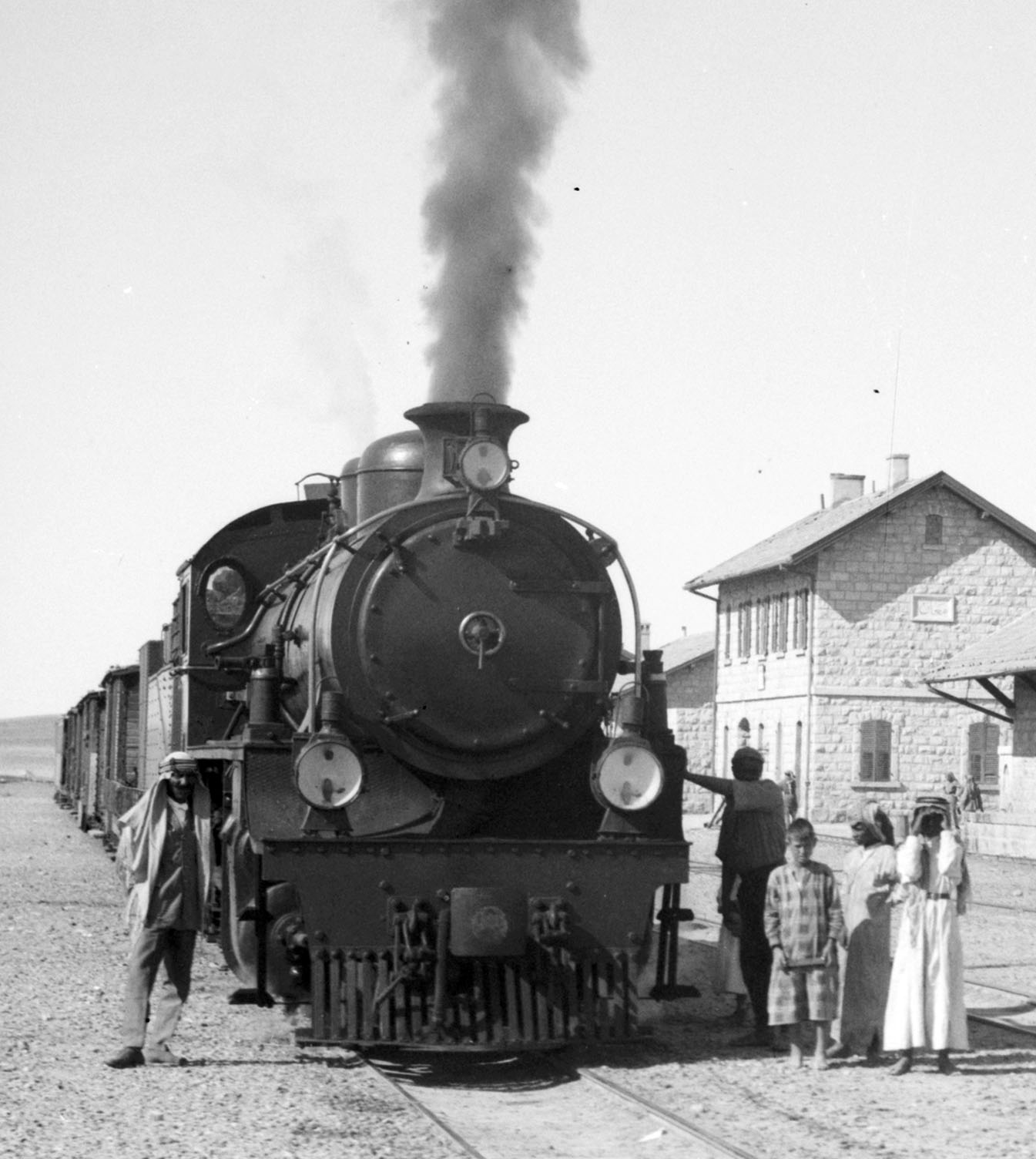
قطار في معان سنة 1920م
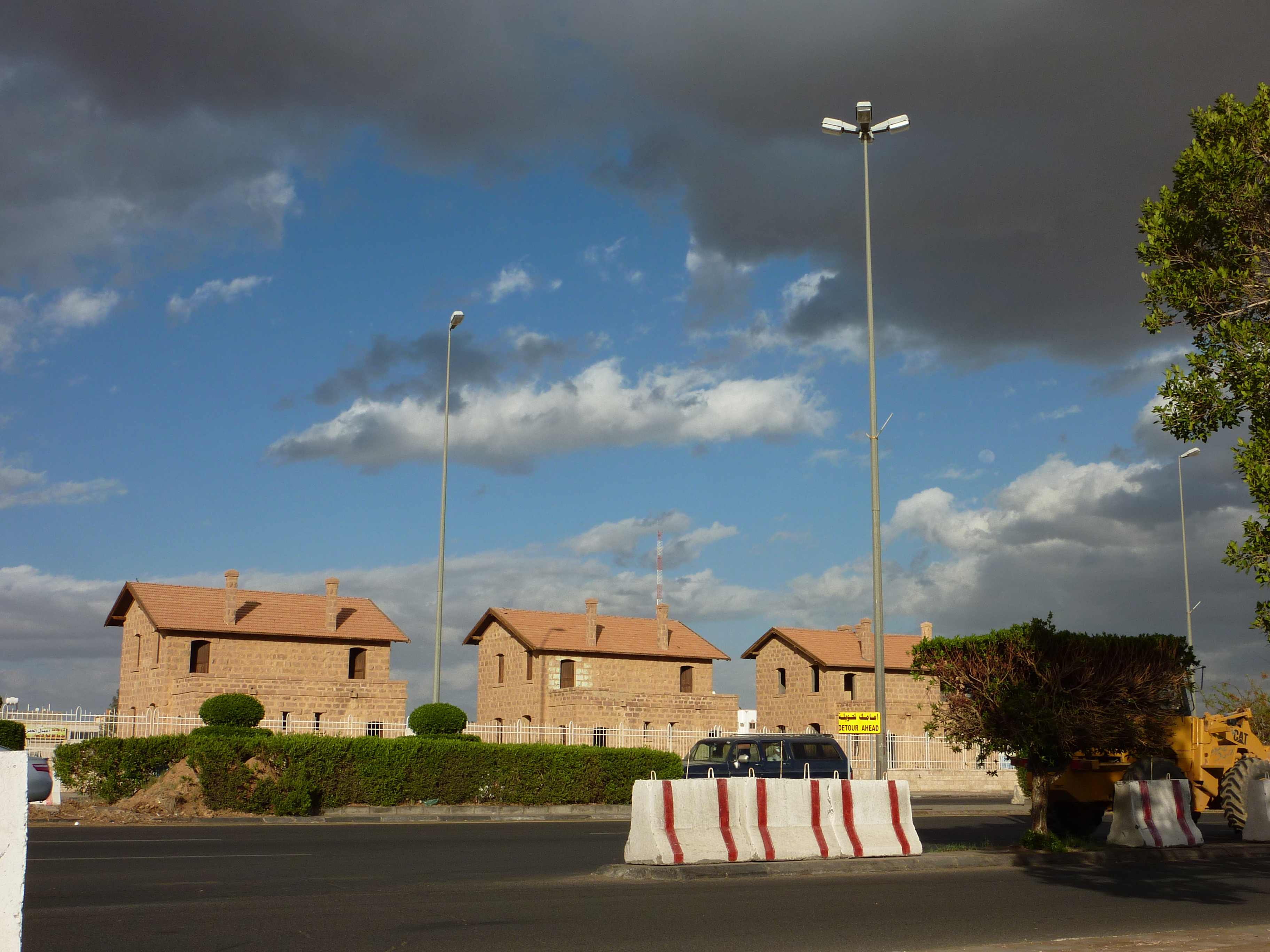
محطة تبوك سنة 2010م
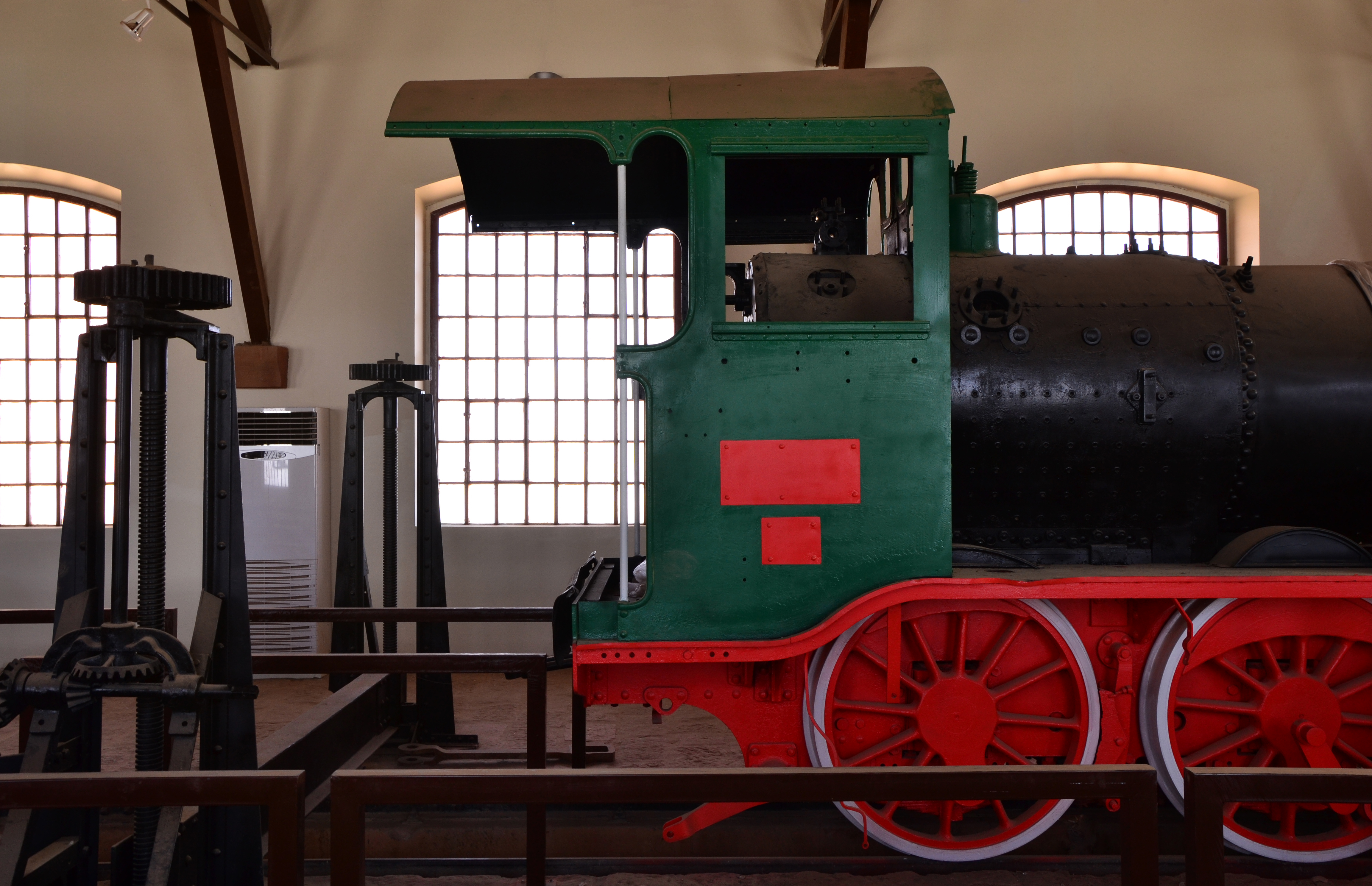
قاطرة محفوظة في محطة مدائن صالح
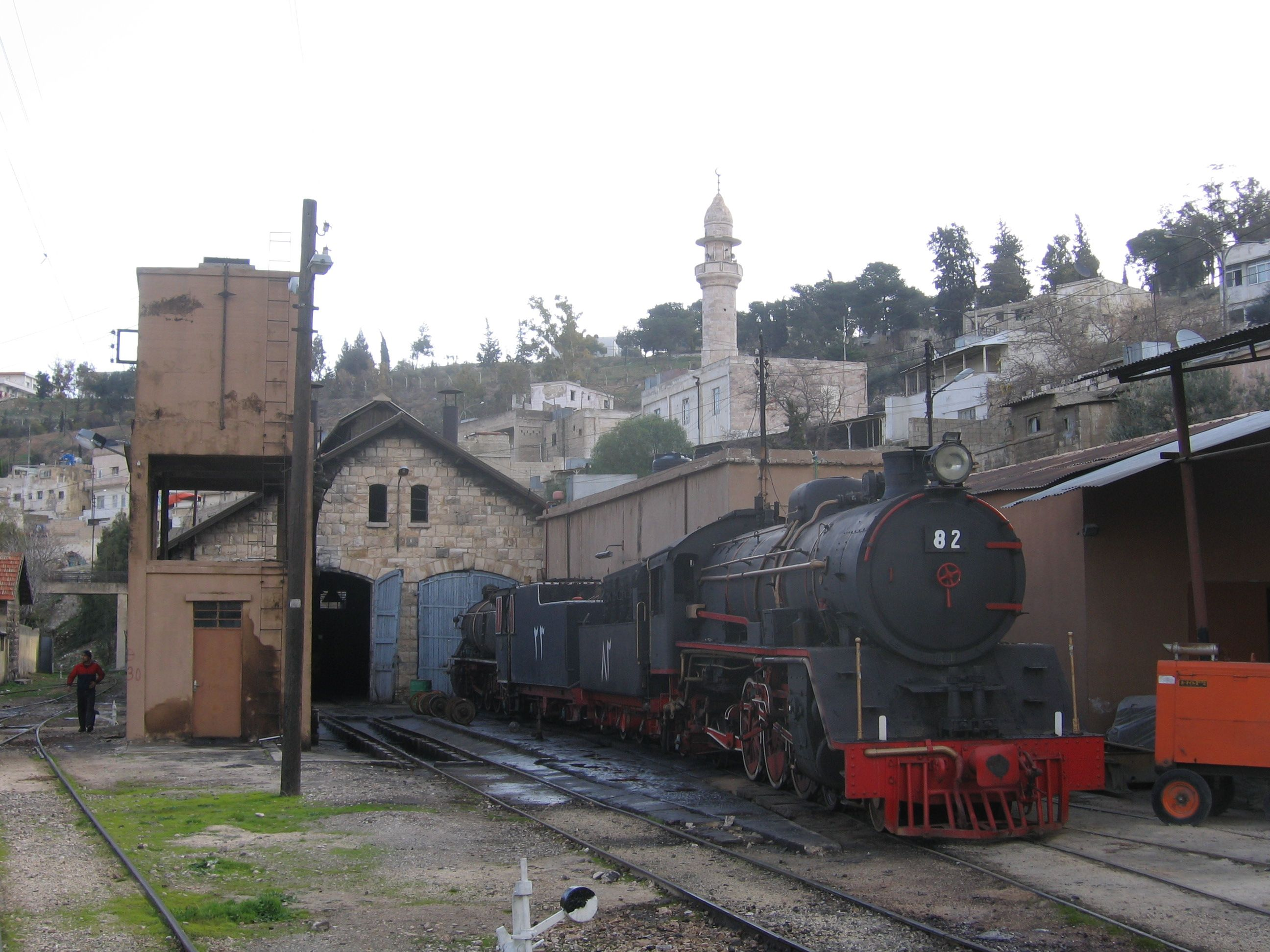
محطة عمّان
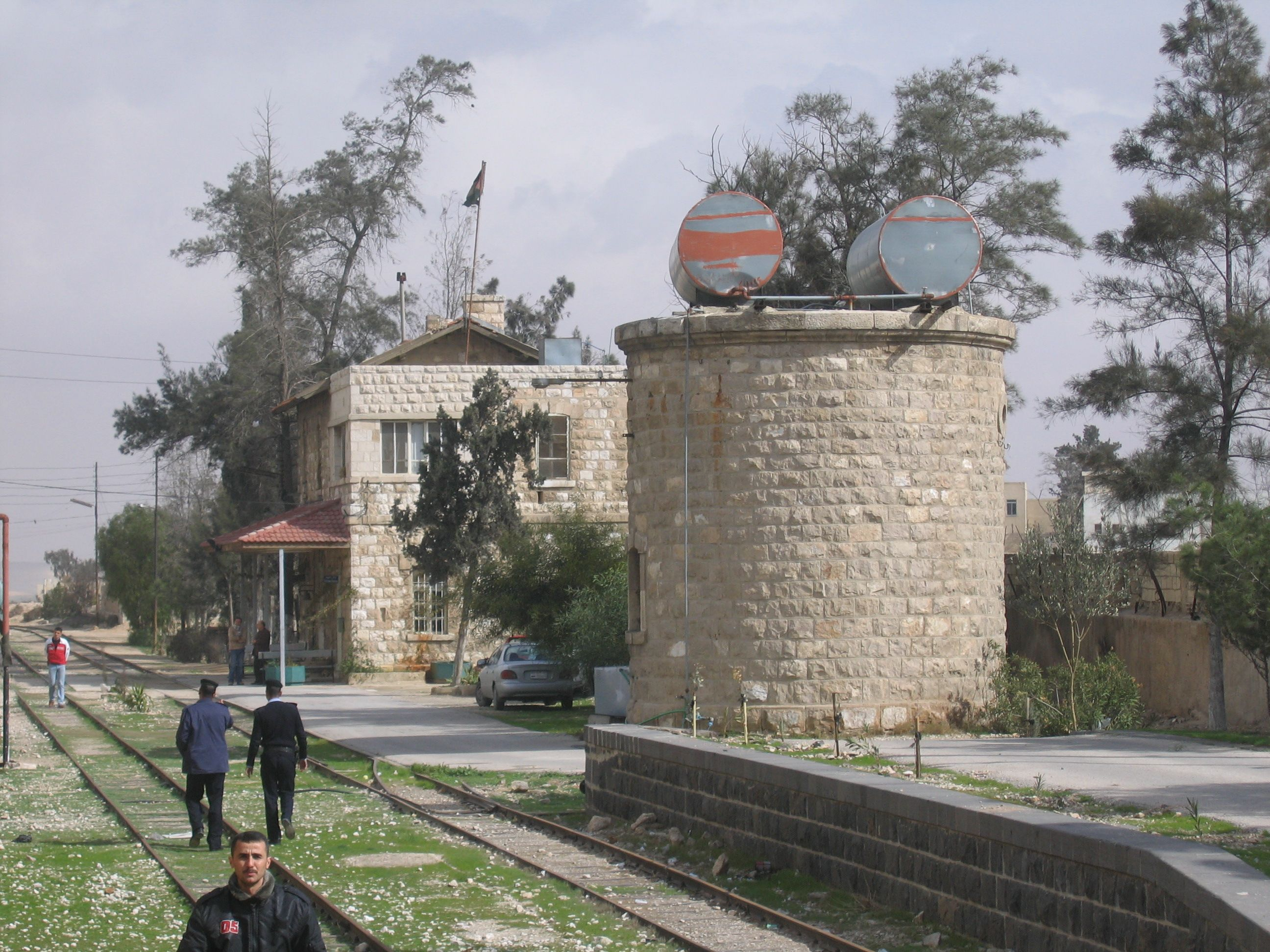
محطة الزرقاء بالأردن
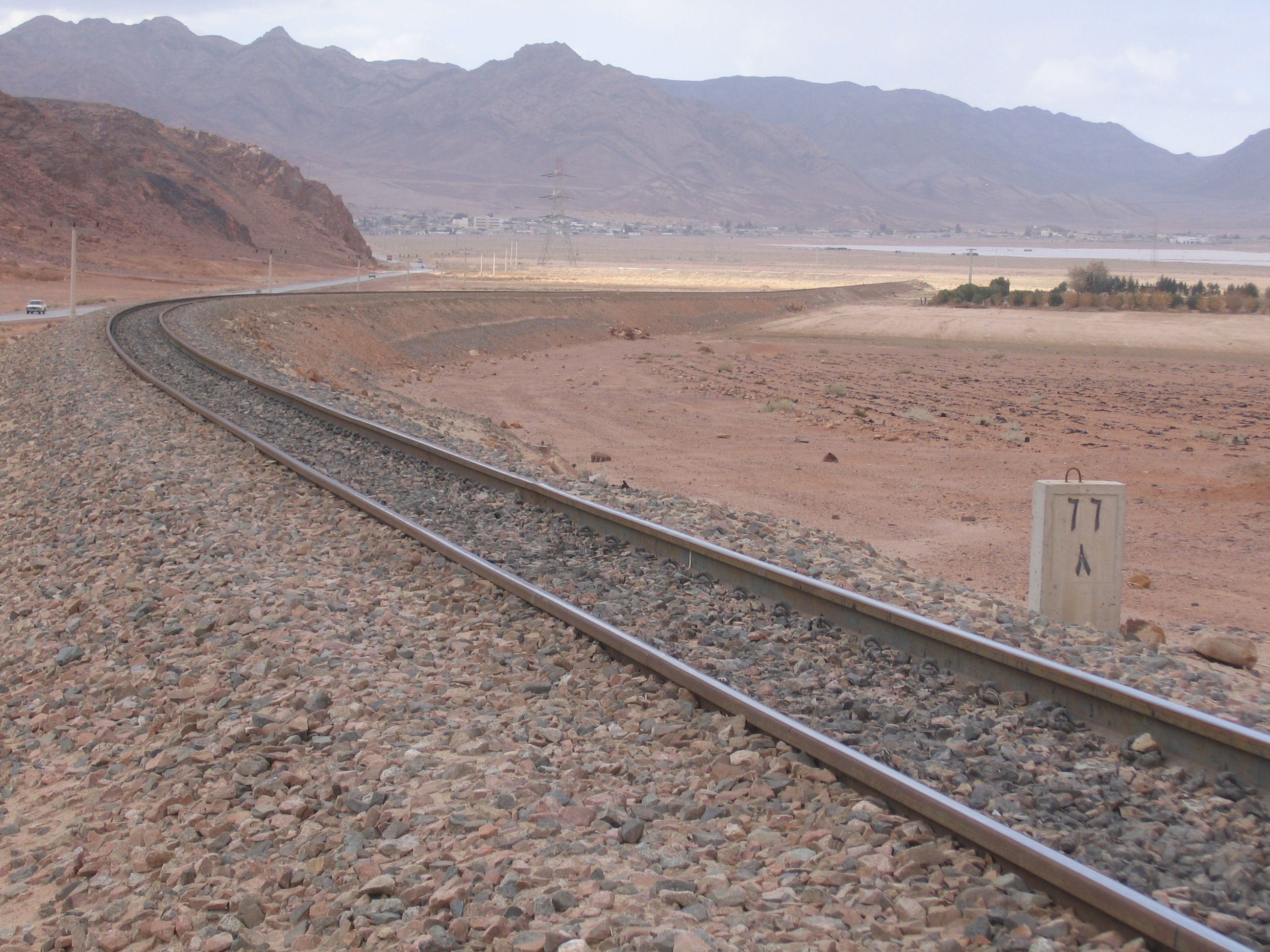
قسم تم تجديده من السكة غرب وادي رم
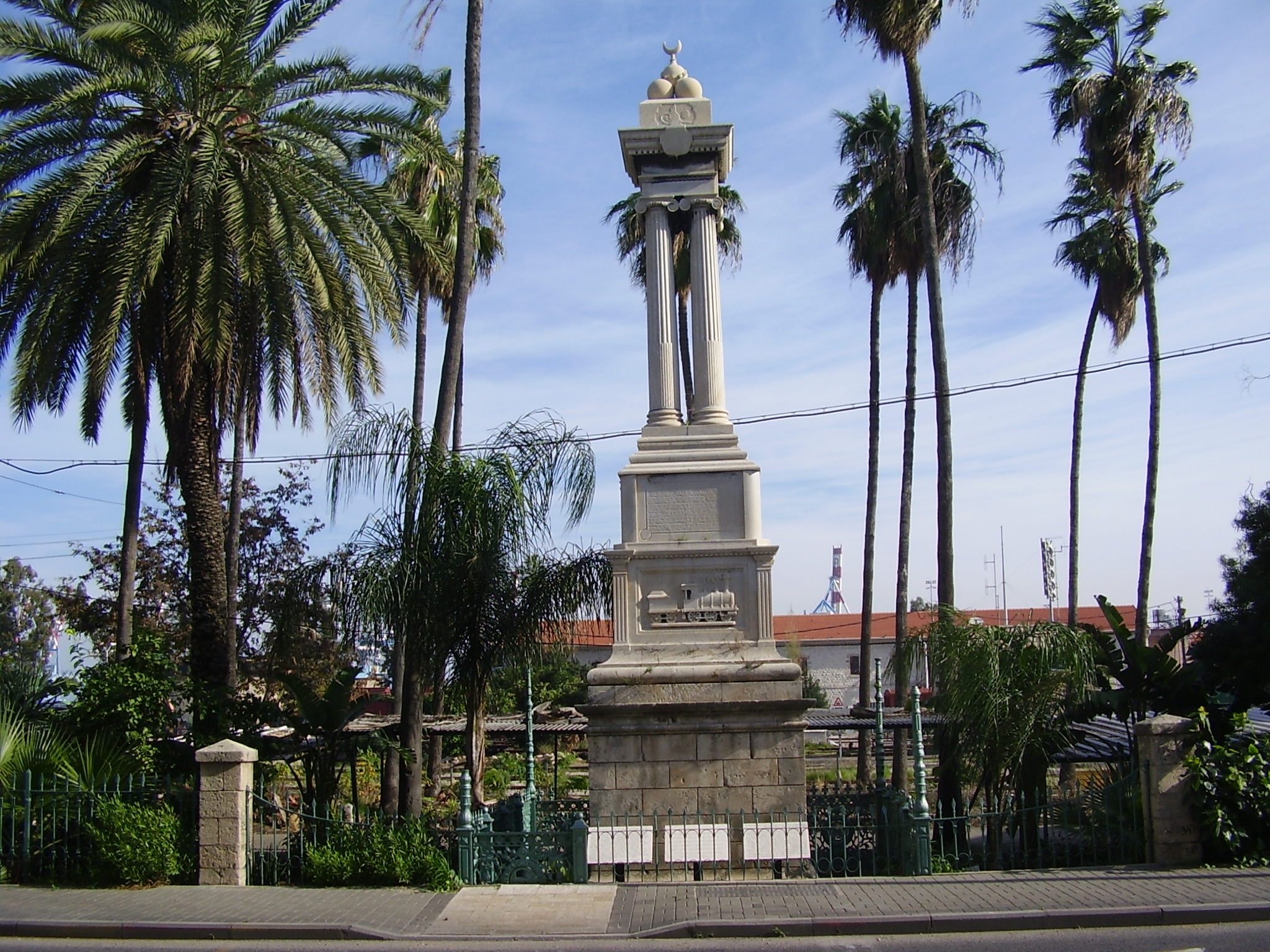
نصب تذكاري يعود لافتتاح الخط في حيفا
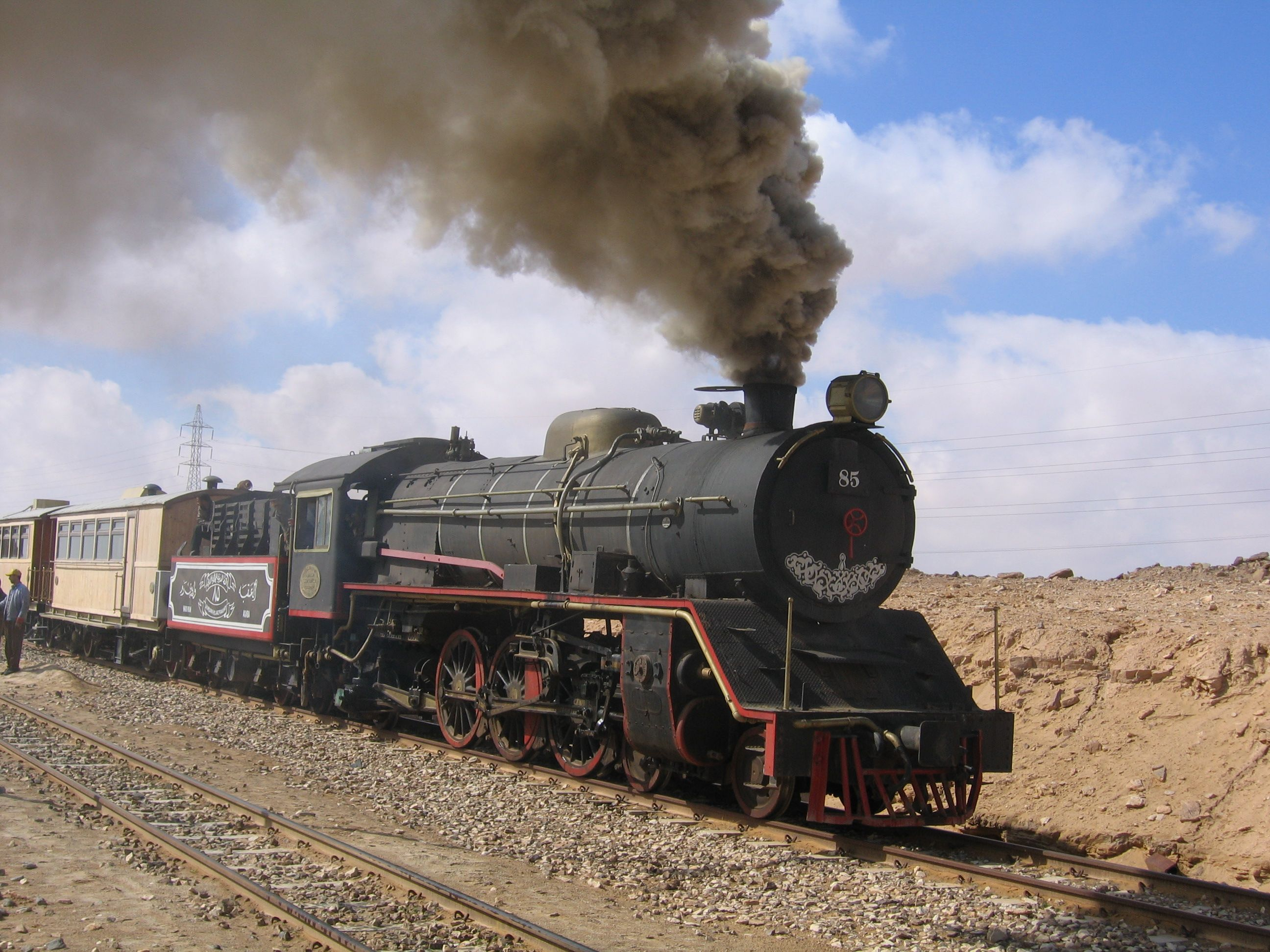
قطار في الأردن، صنع باليابان سنة 1959م